# Biserica romano-catolică Sf. Ioan din Coștiui
Biserica romano-catolică Sf. Ioan este un monument istoric aflat pe teritoriul satului Coștiui, comuna Rona de Sus, județul Maramureș.

## Localitatea
Coștiui (în maghiară Rónaszék și în ucraineană Коштіль) este un sat în comuna Rona de Sus din județul Maramureș, Transilvania, România. Localitatea Coștiui a fost atestată documentar, pentru prima oară, în anul 1474, cu numele de castellum Ronaszek.

## Biserica
Biserica a fost construită în stil baroc între anii 1807-1812. A fost renovat exteriorul în 1995, iar interiorul în anul 1997. Se află în apropiere de Castelul Apaffi.

## Imagini din exterior

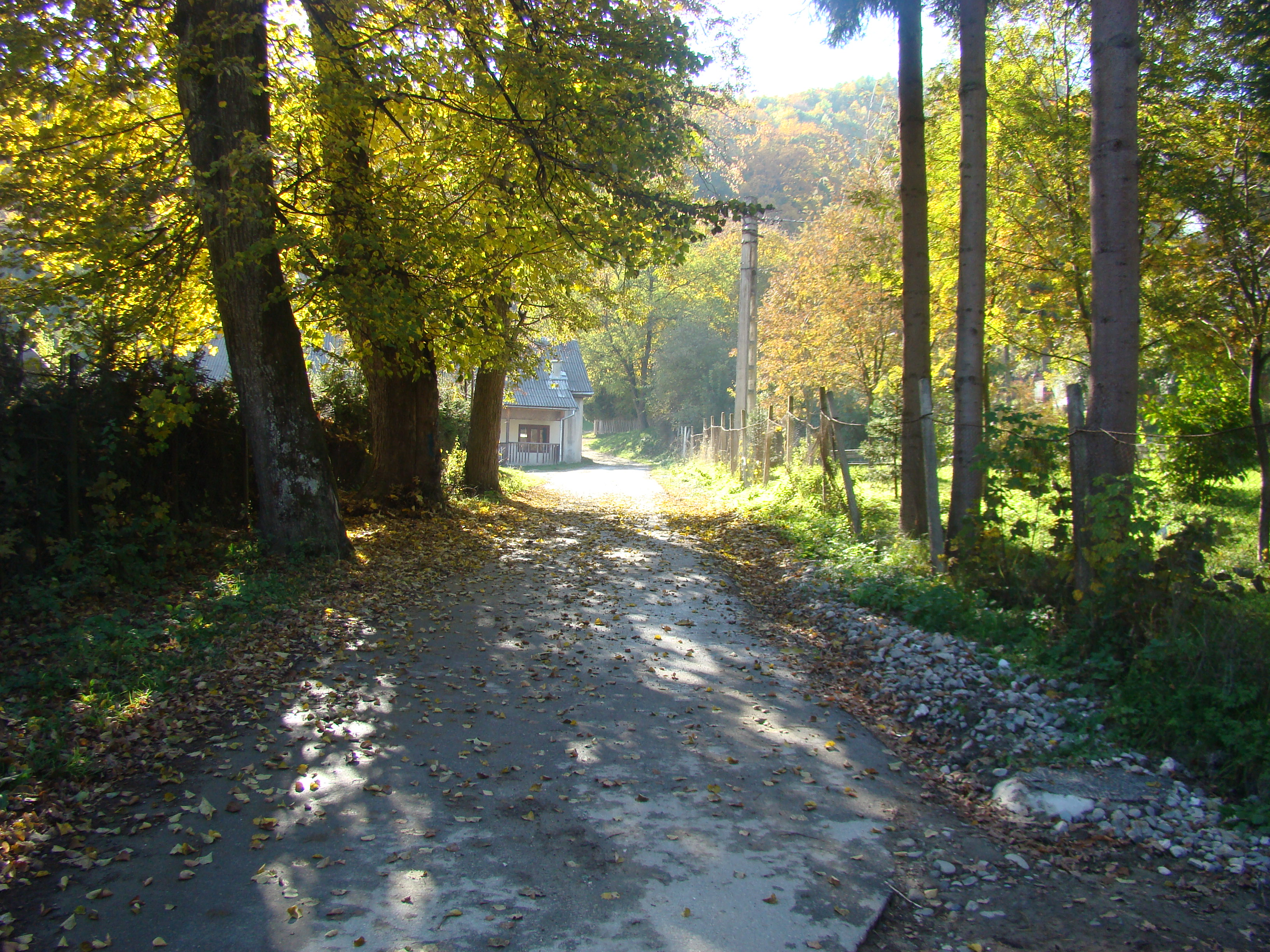
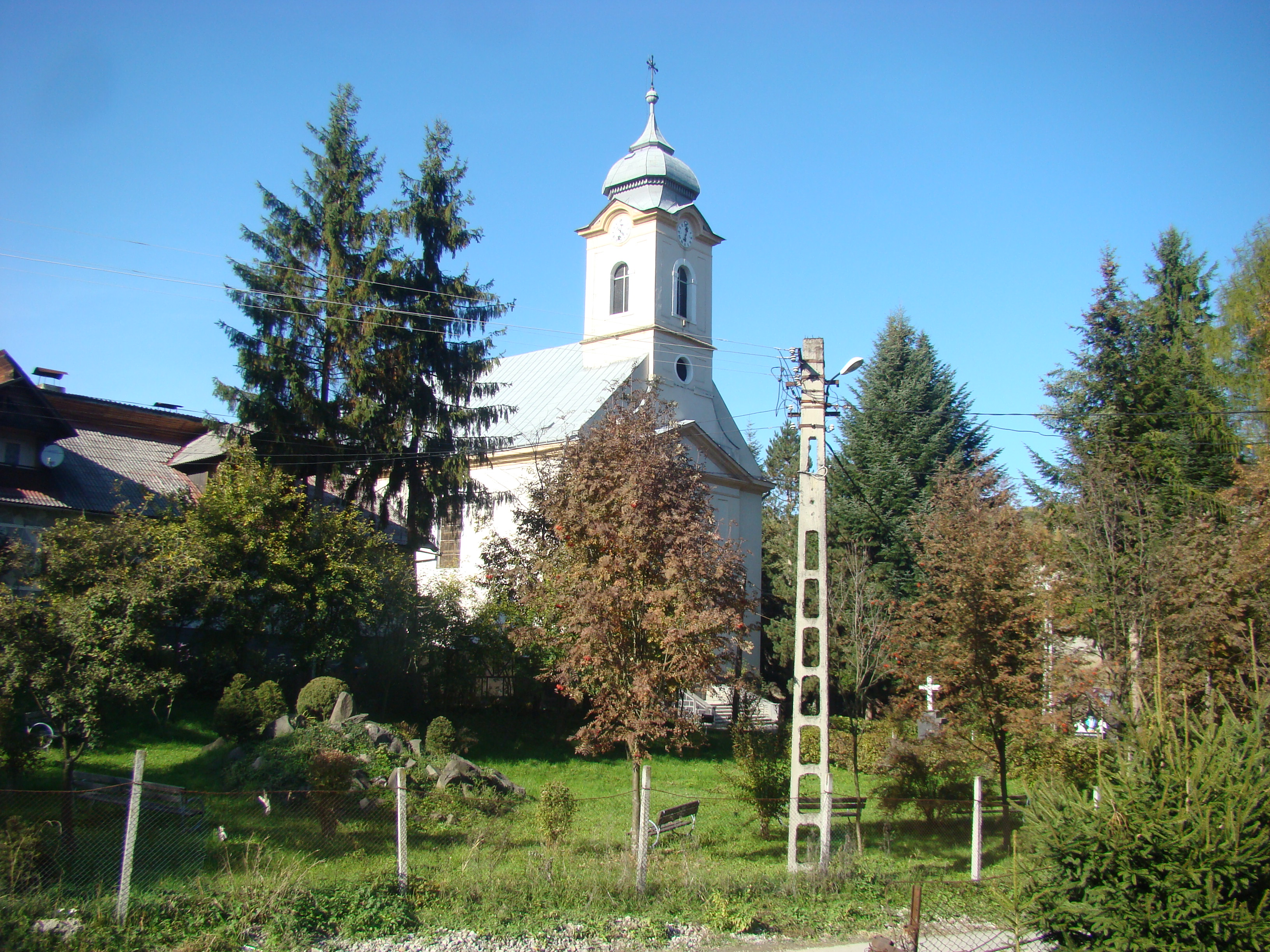
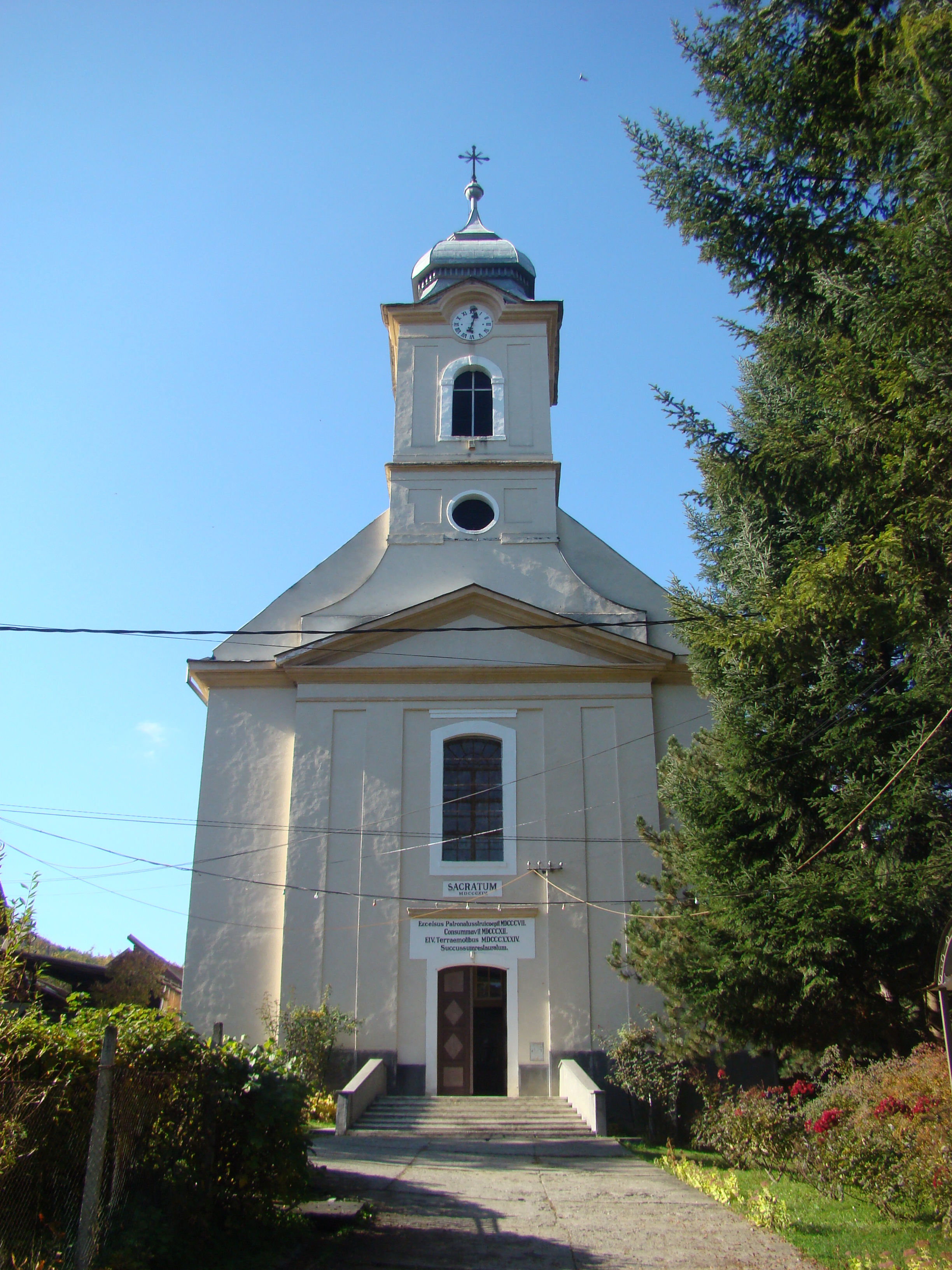
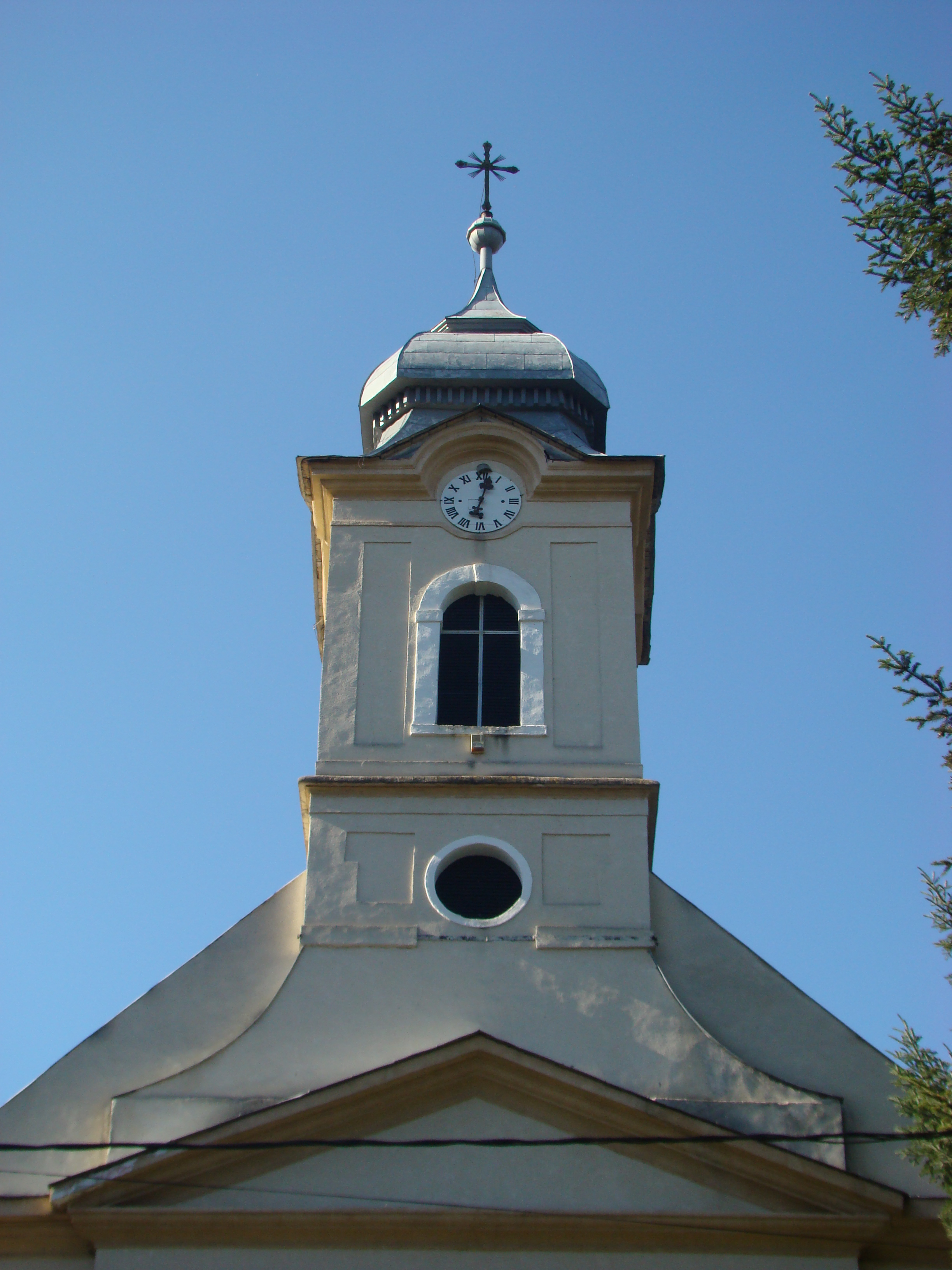
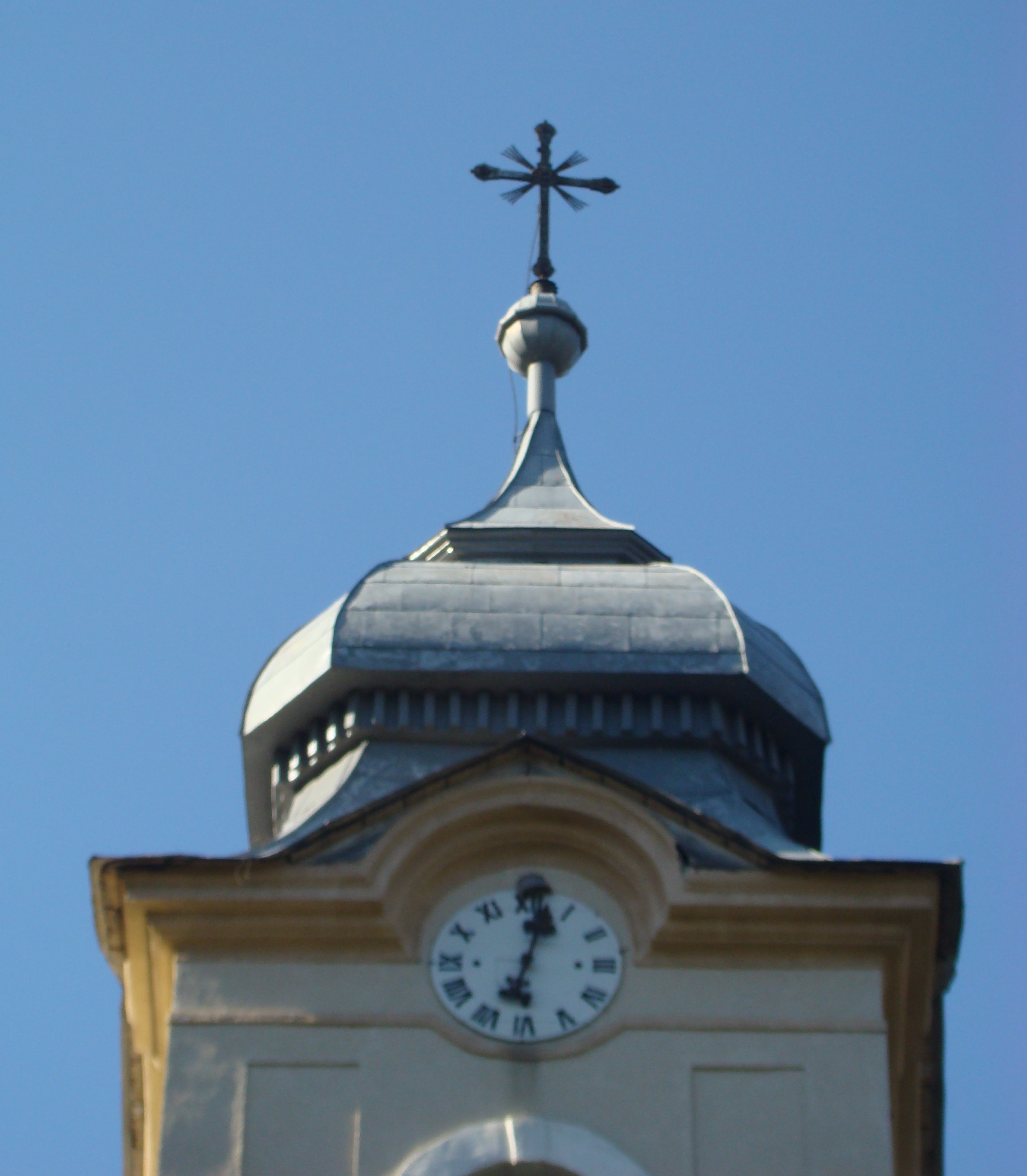
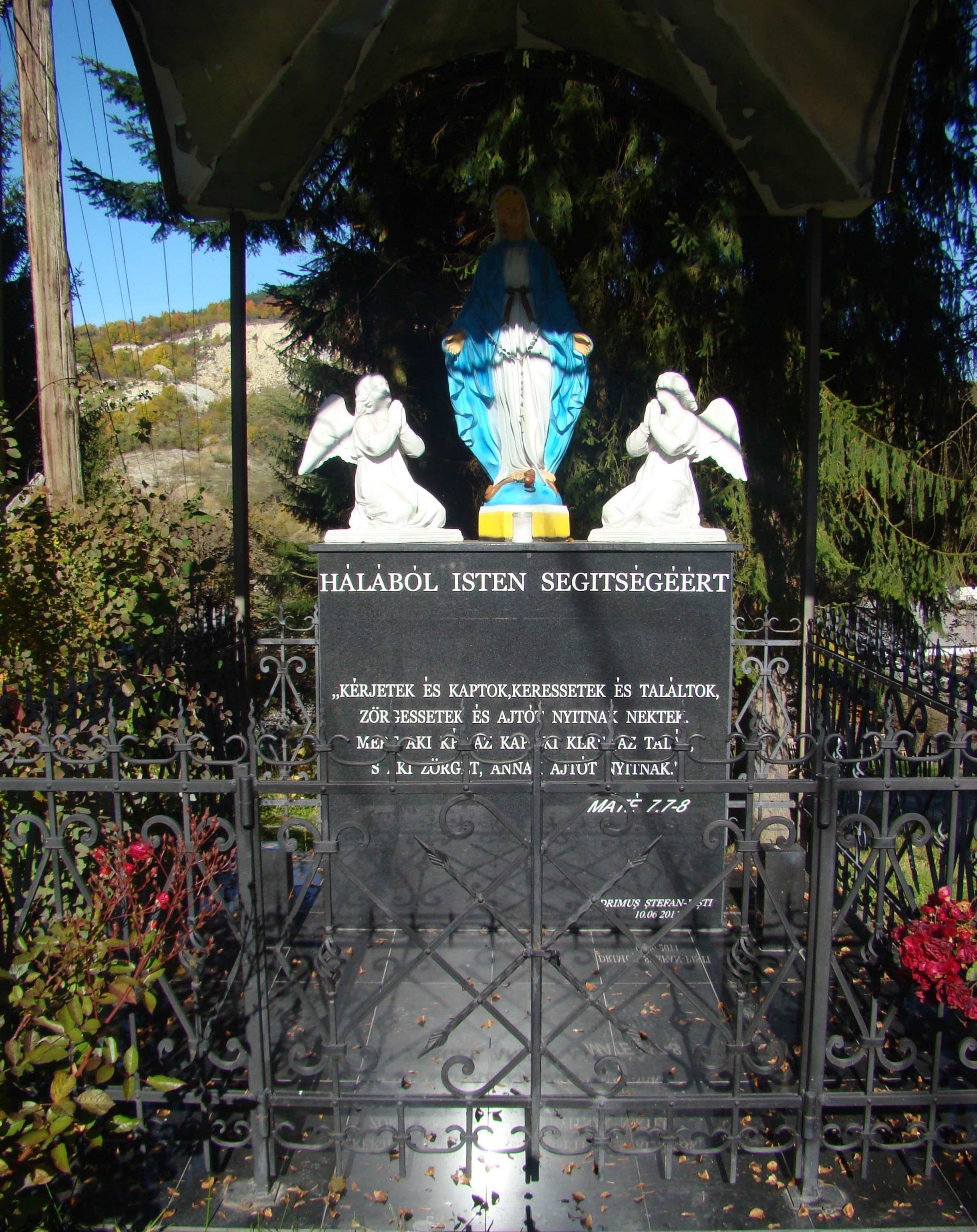
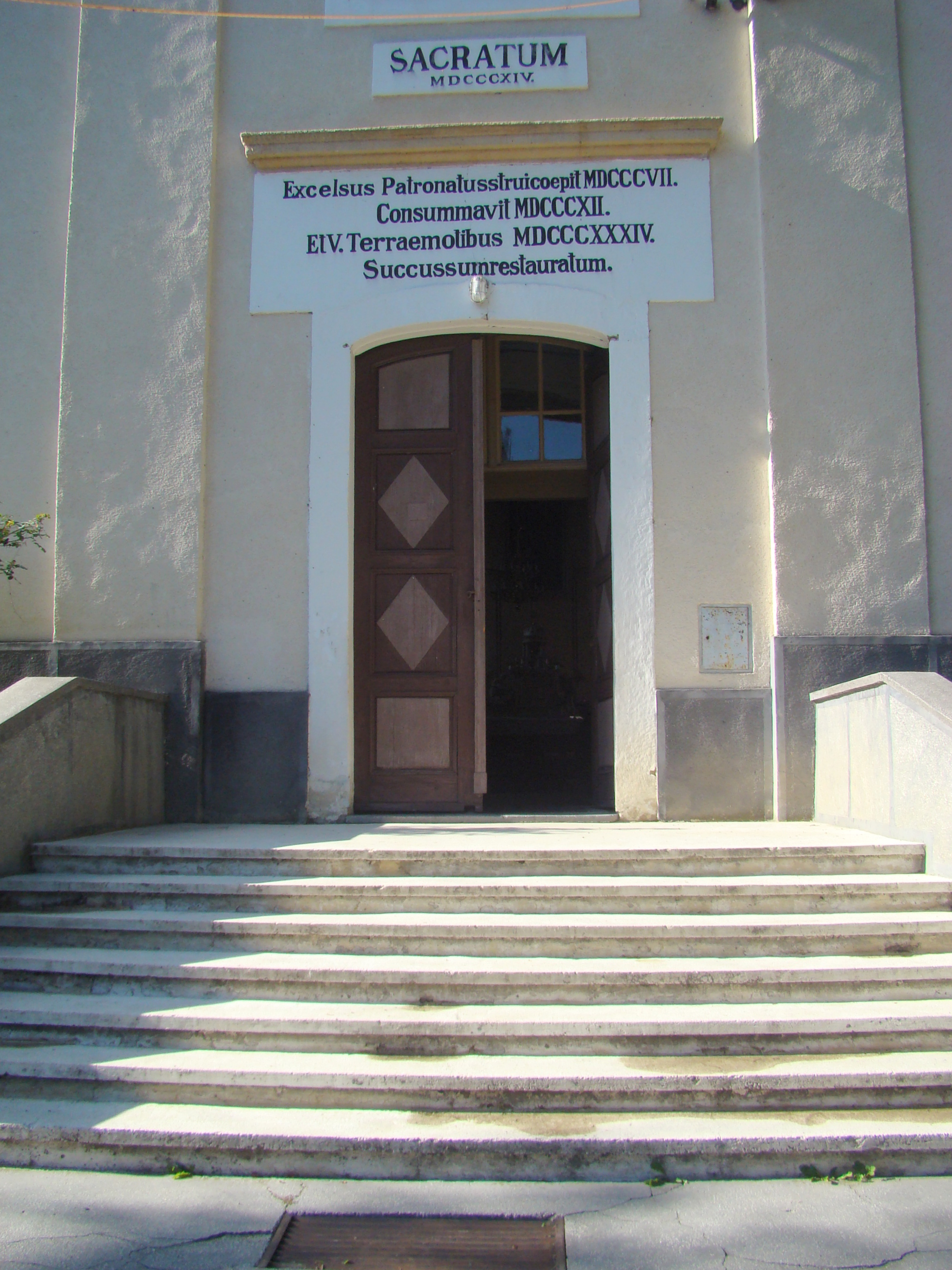
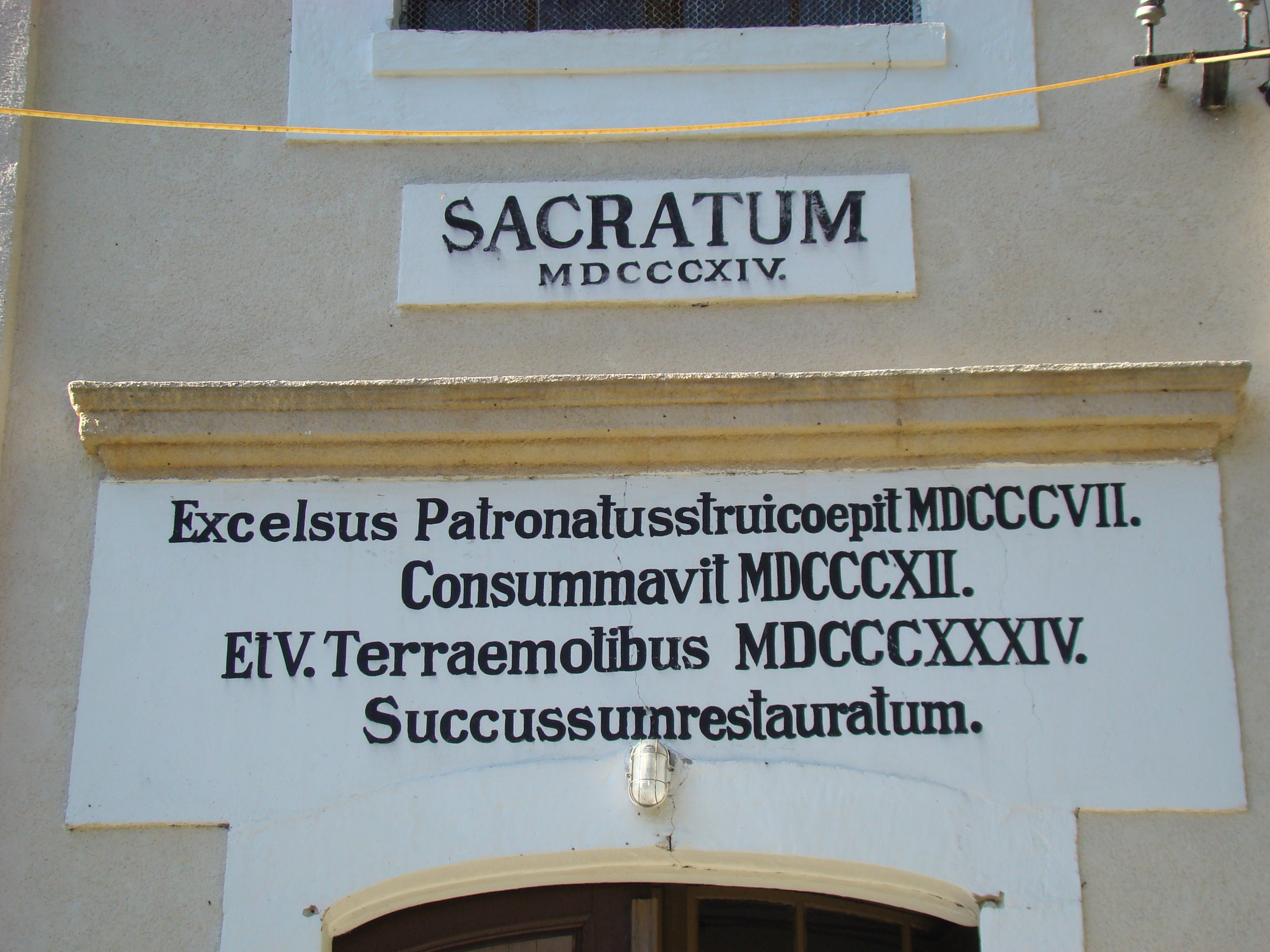
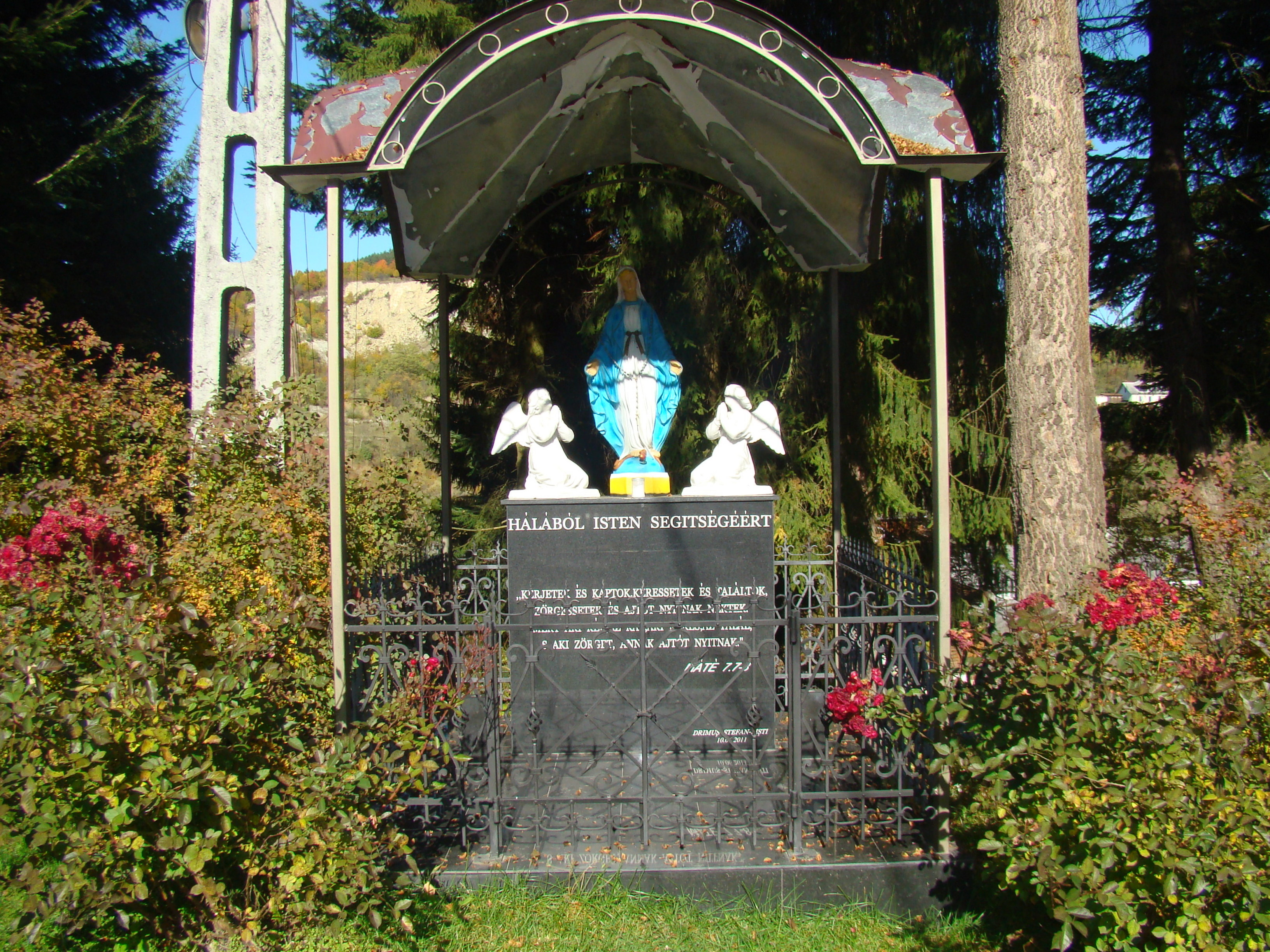
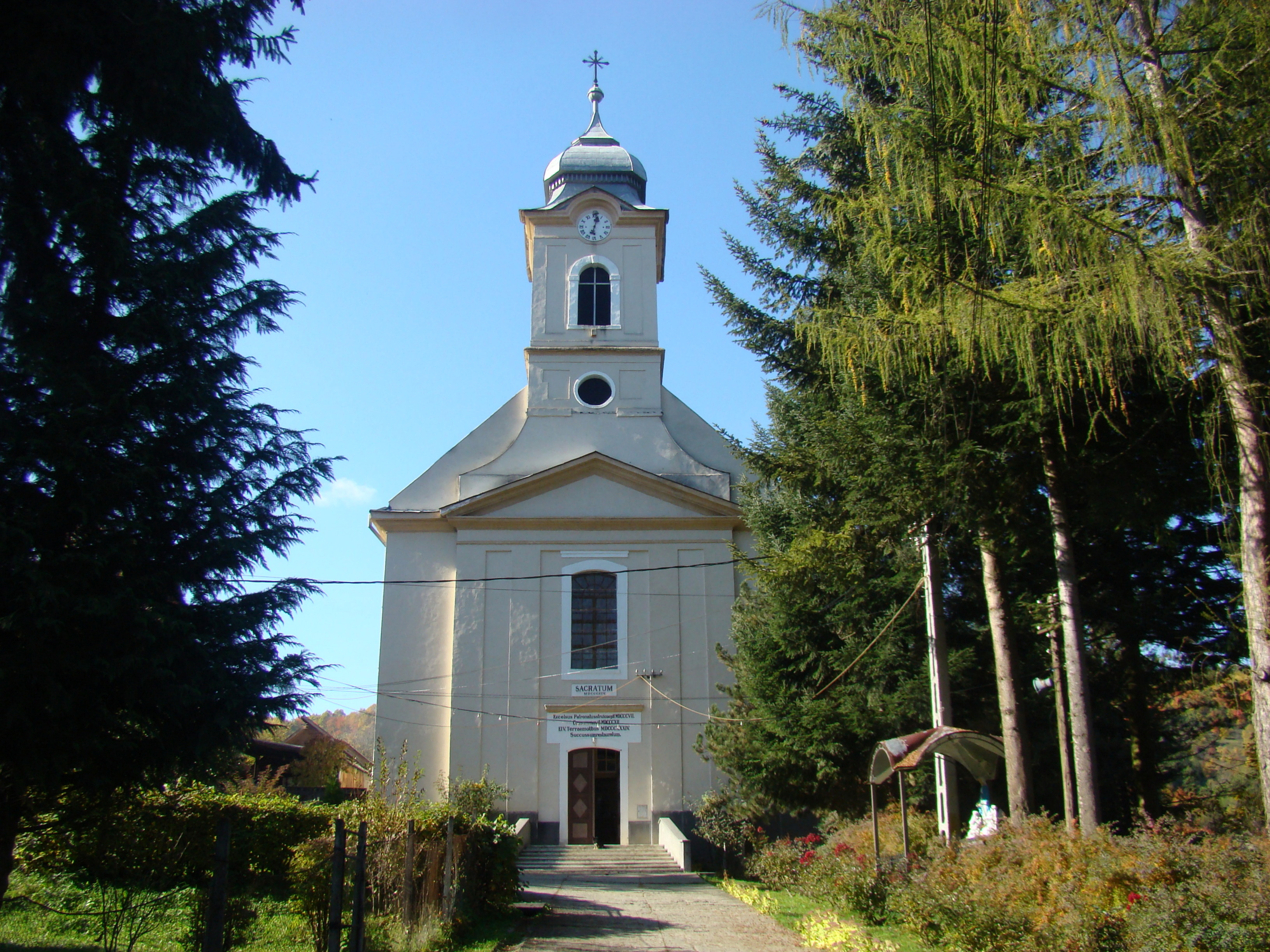
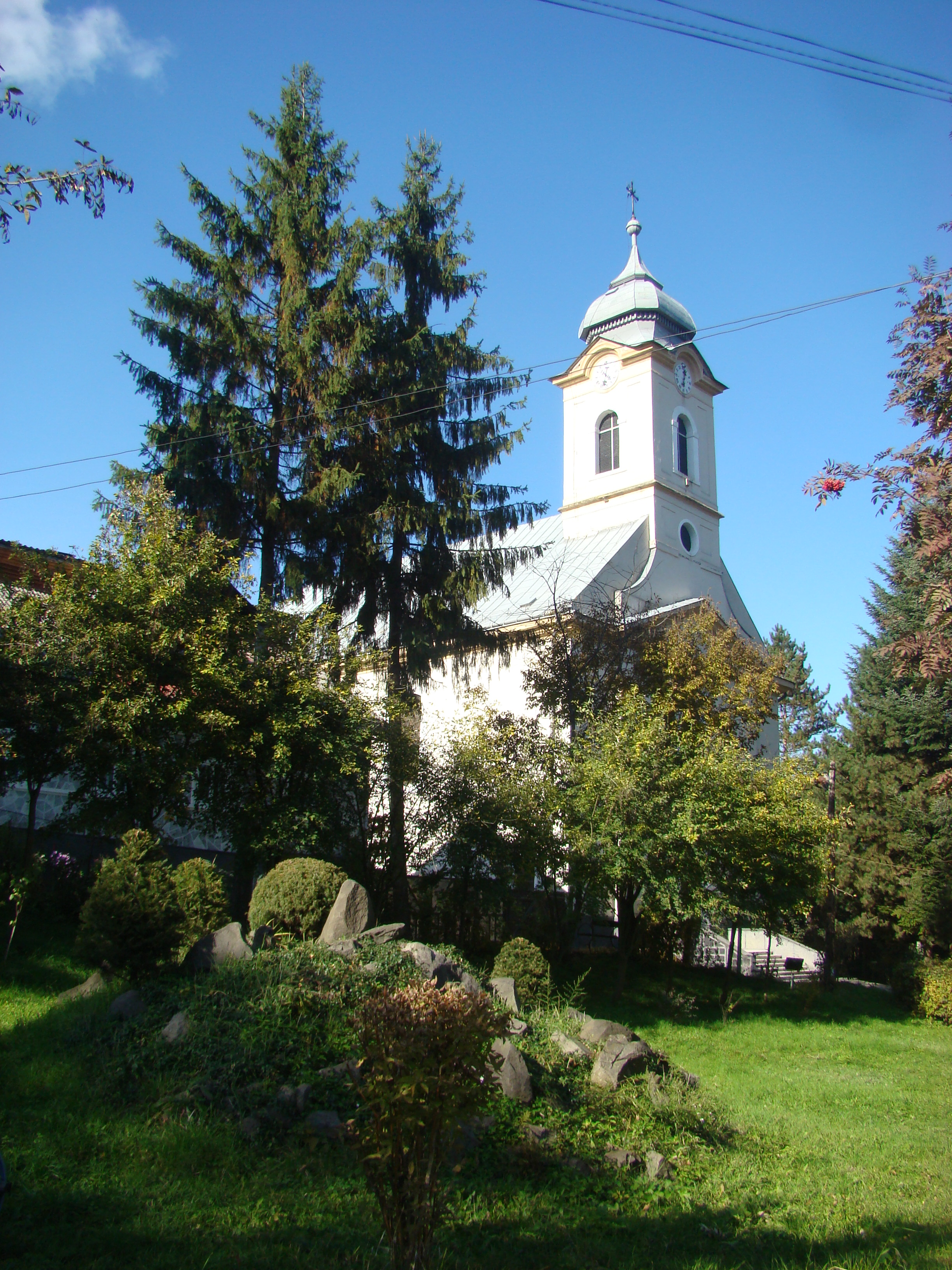
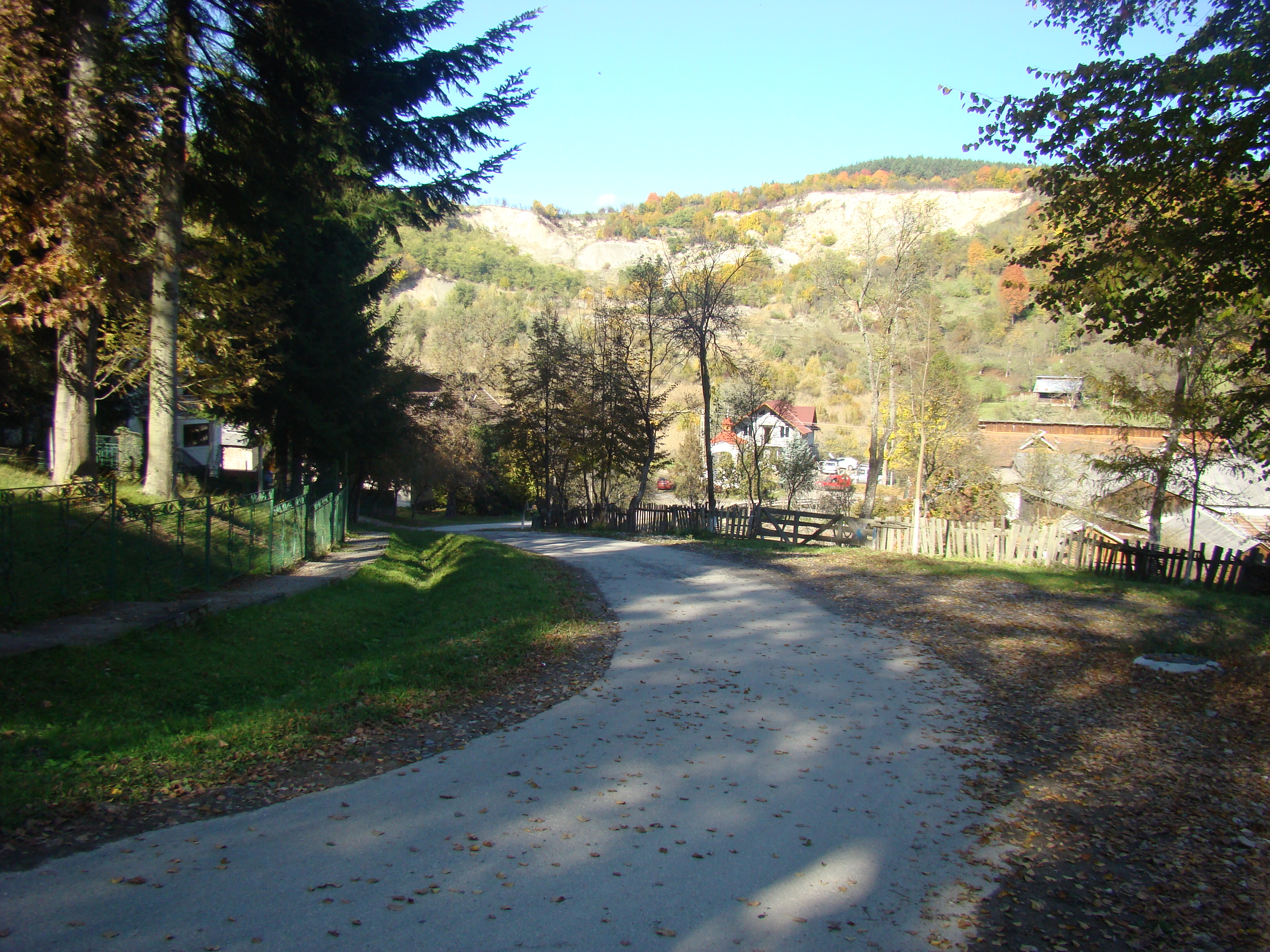

## Imagini din interior

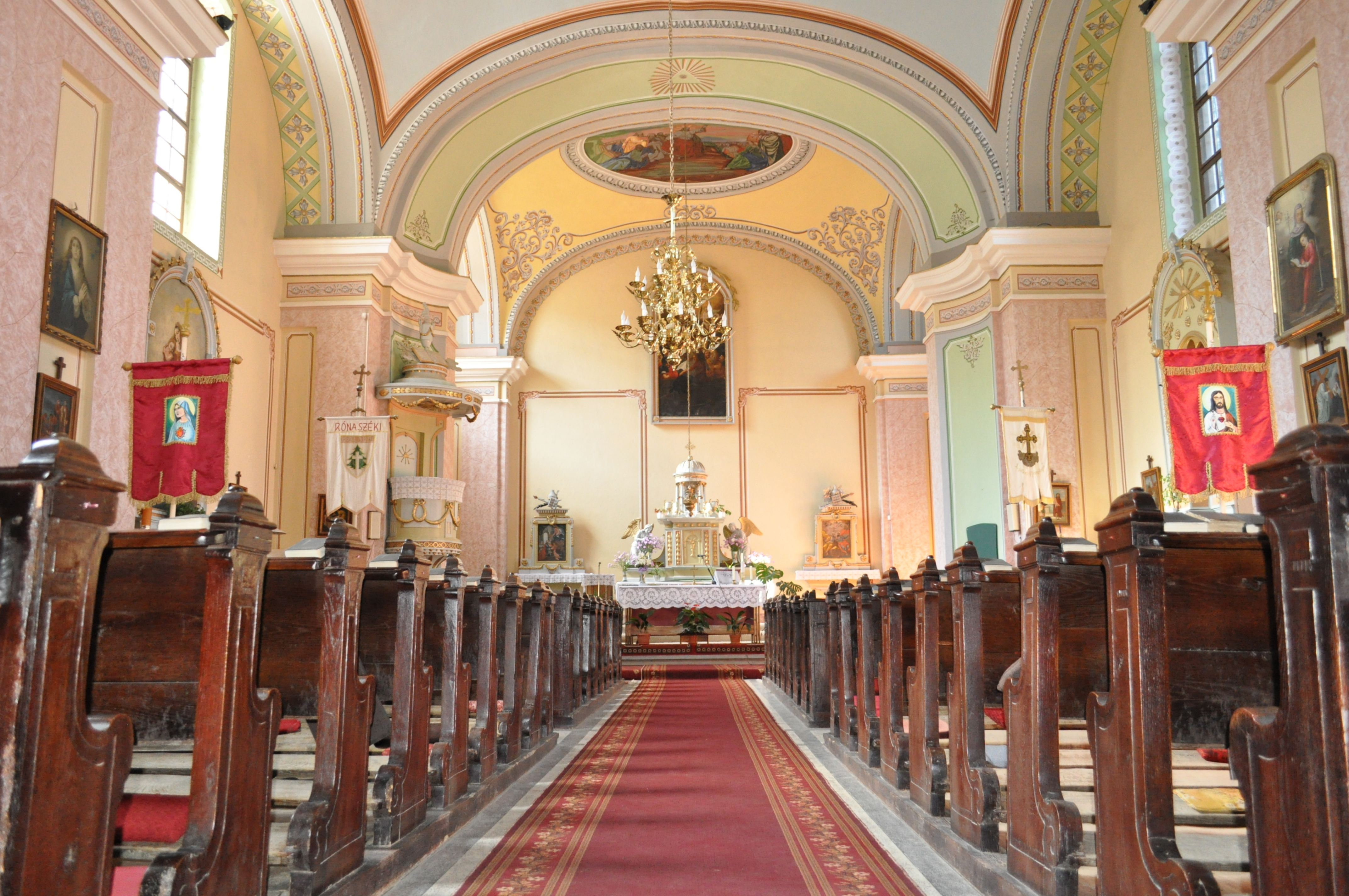
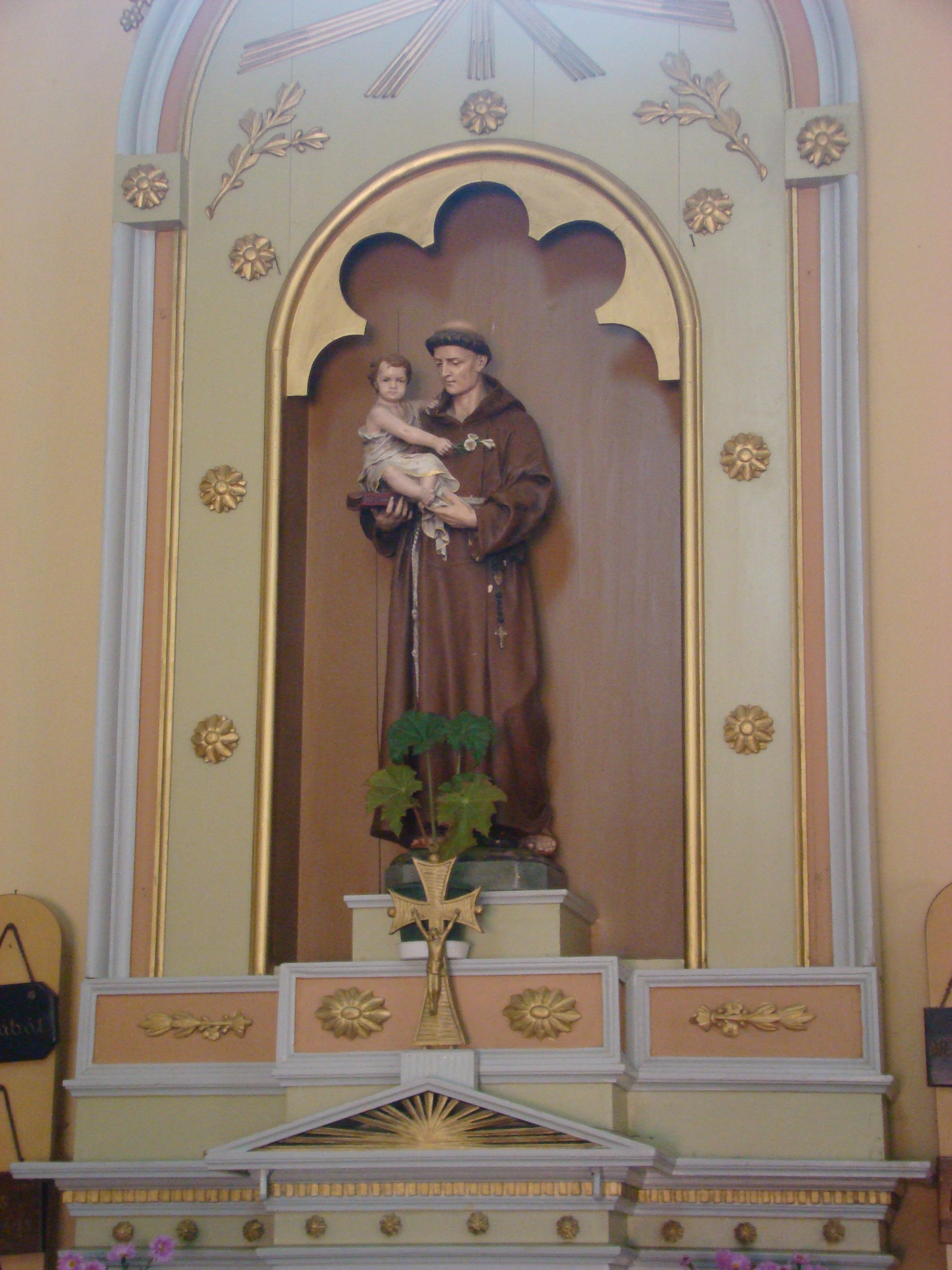
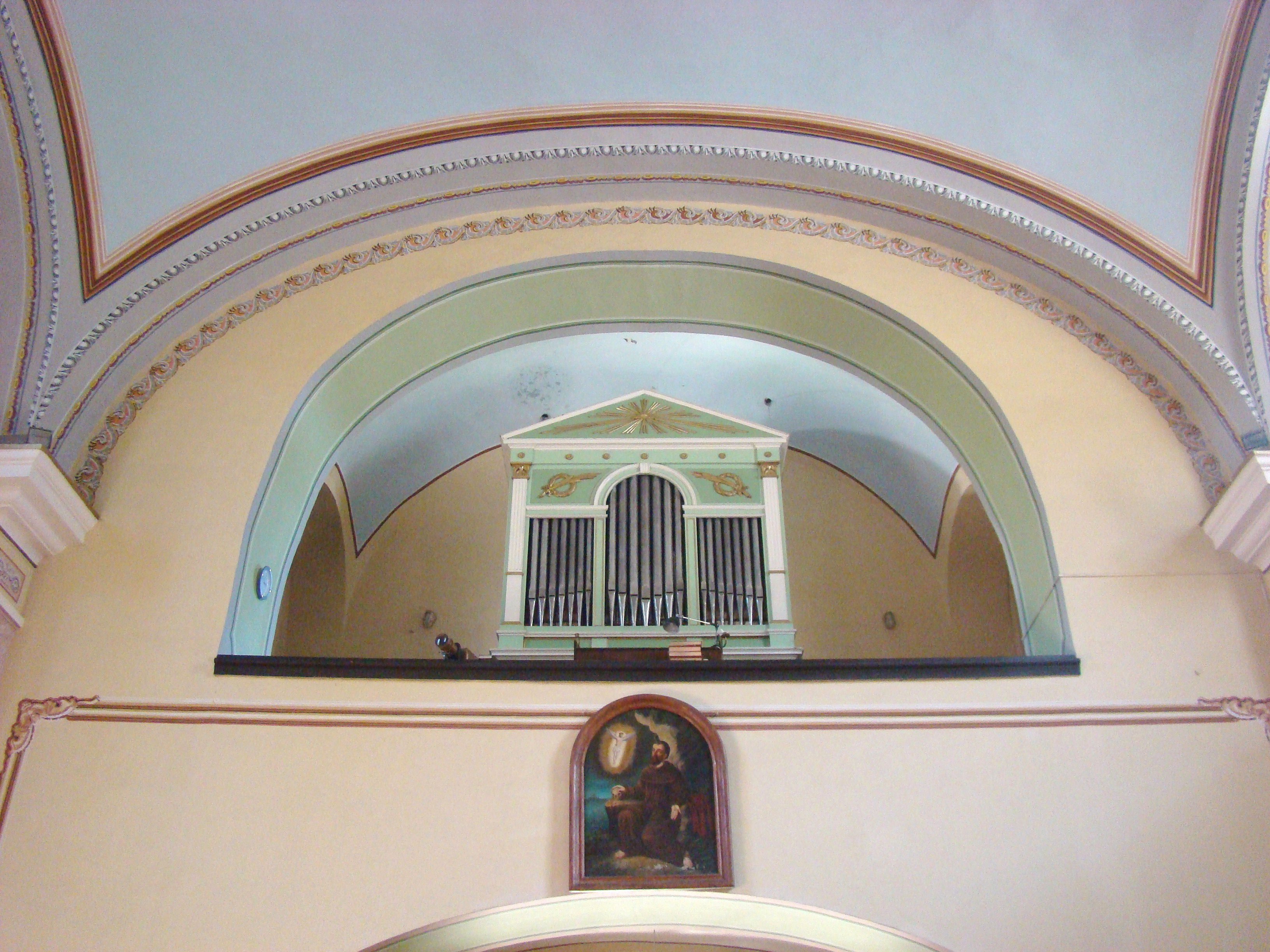
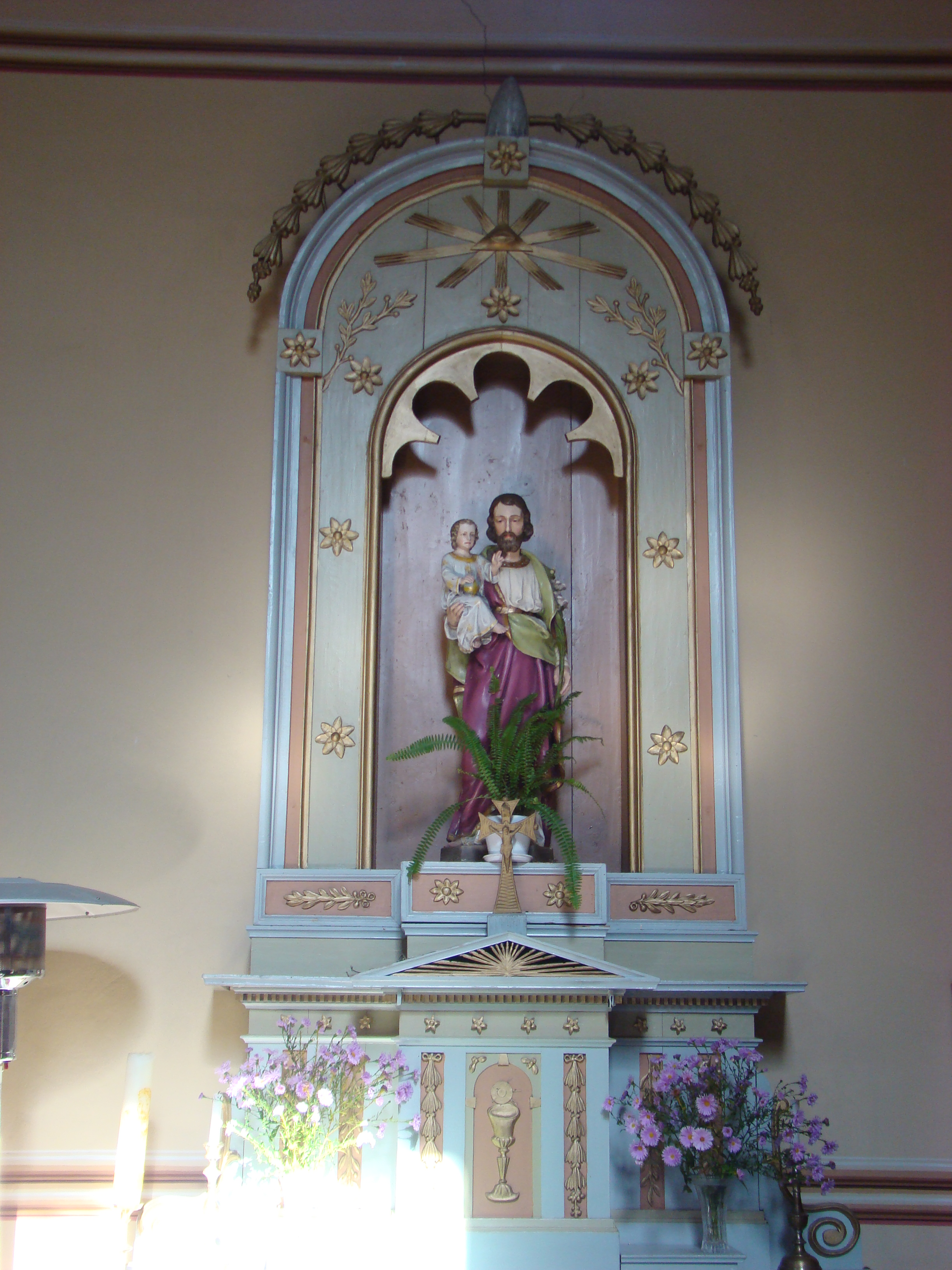
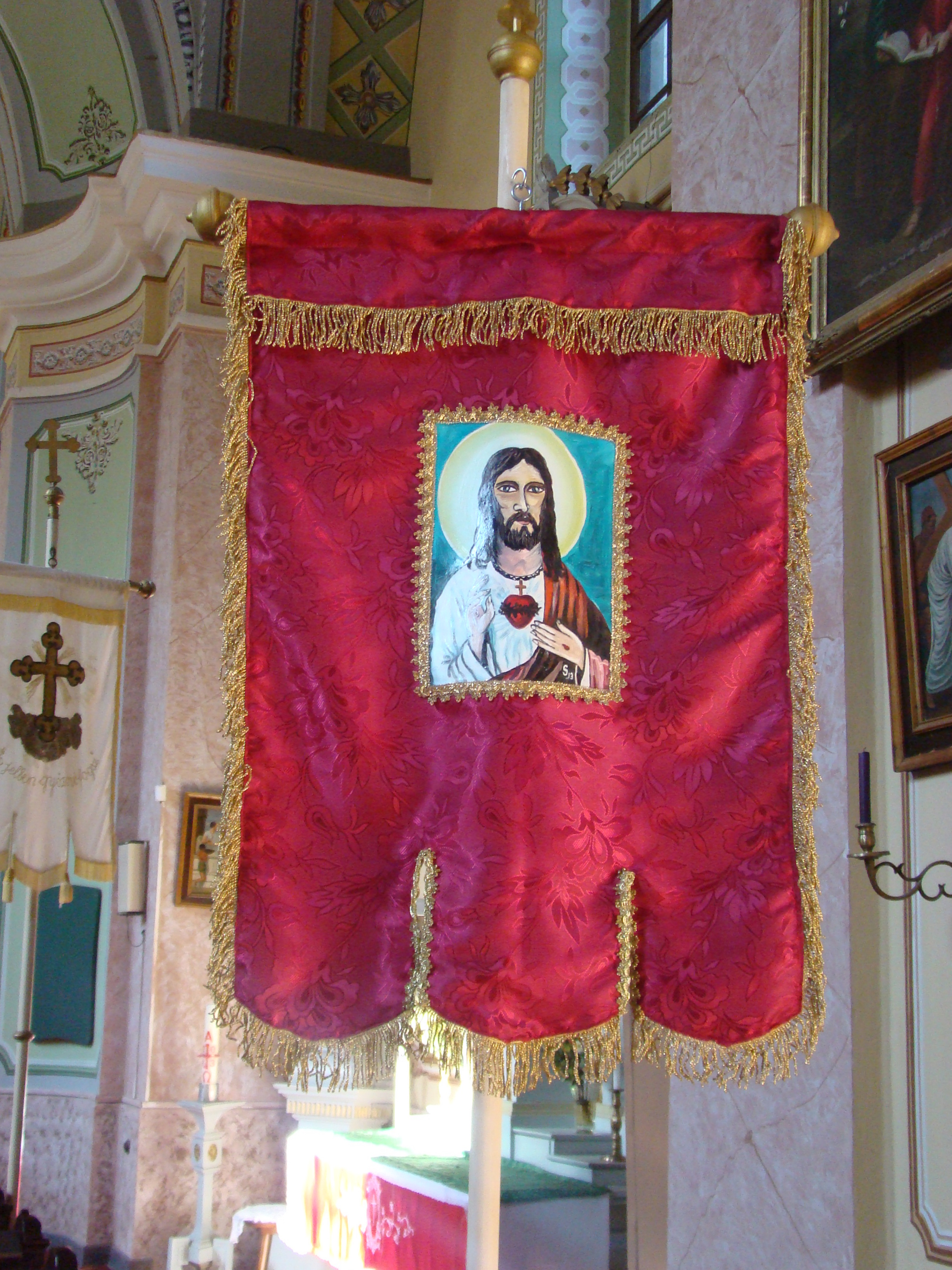
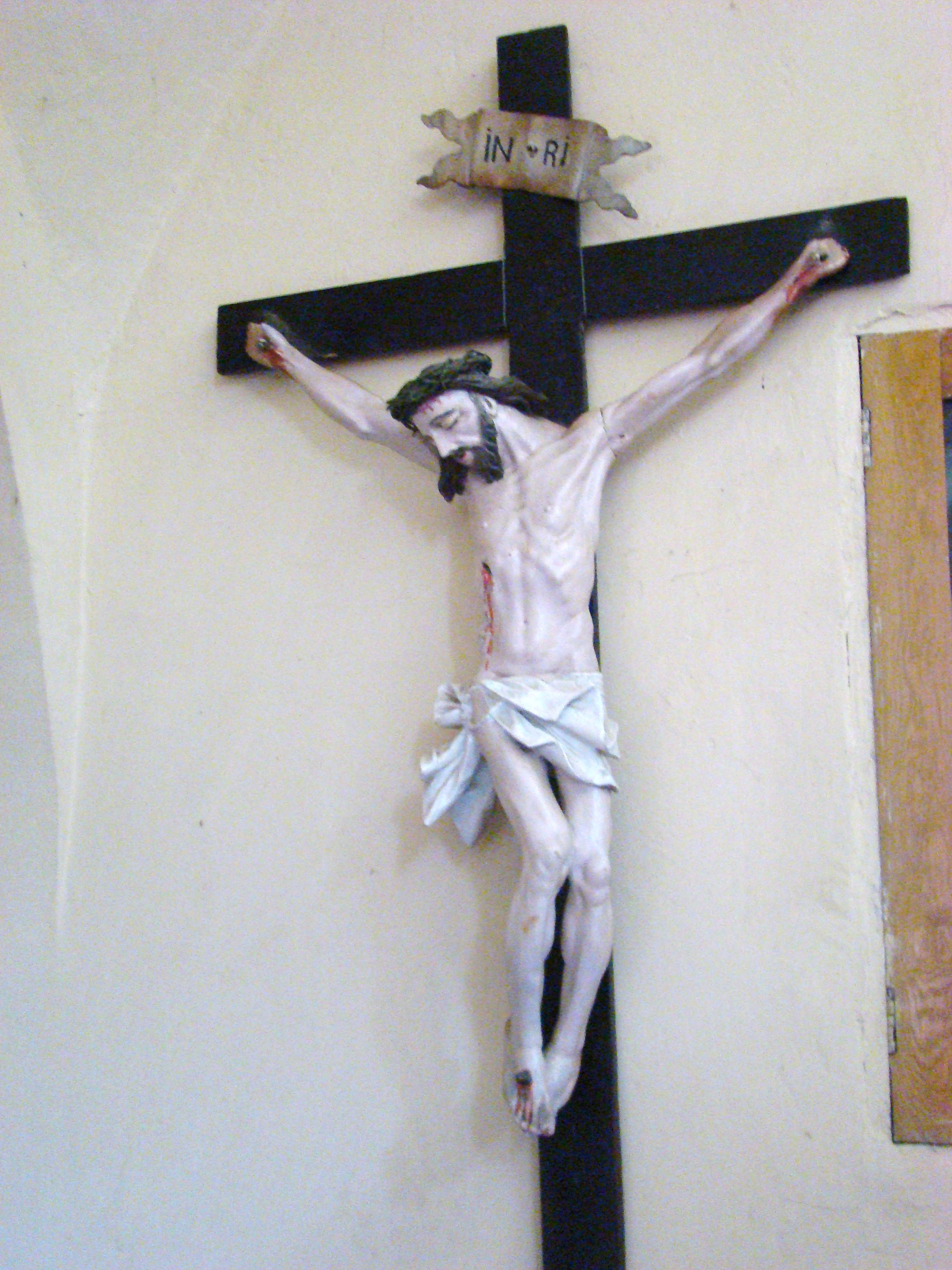
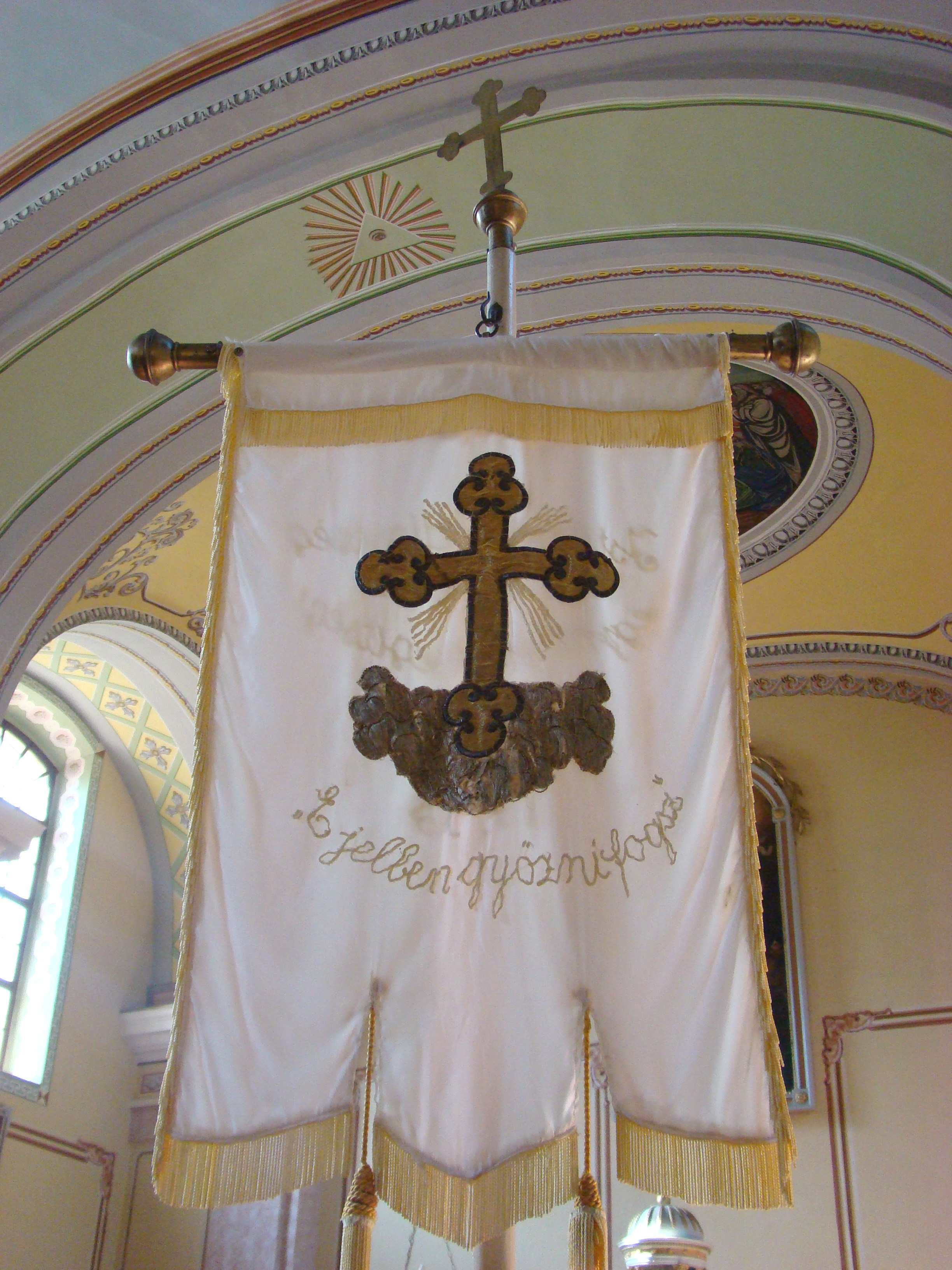
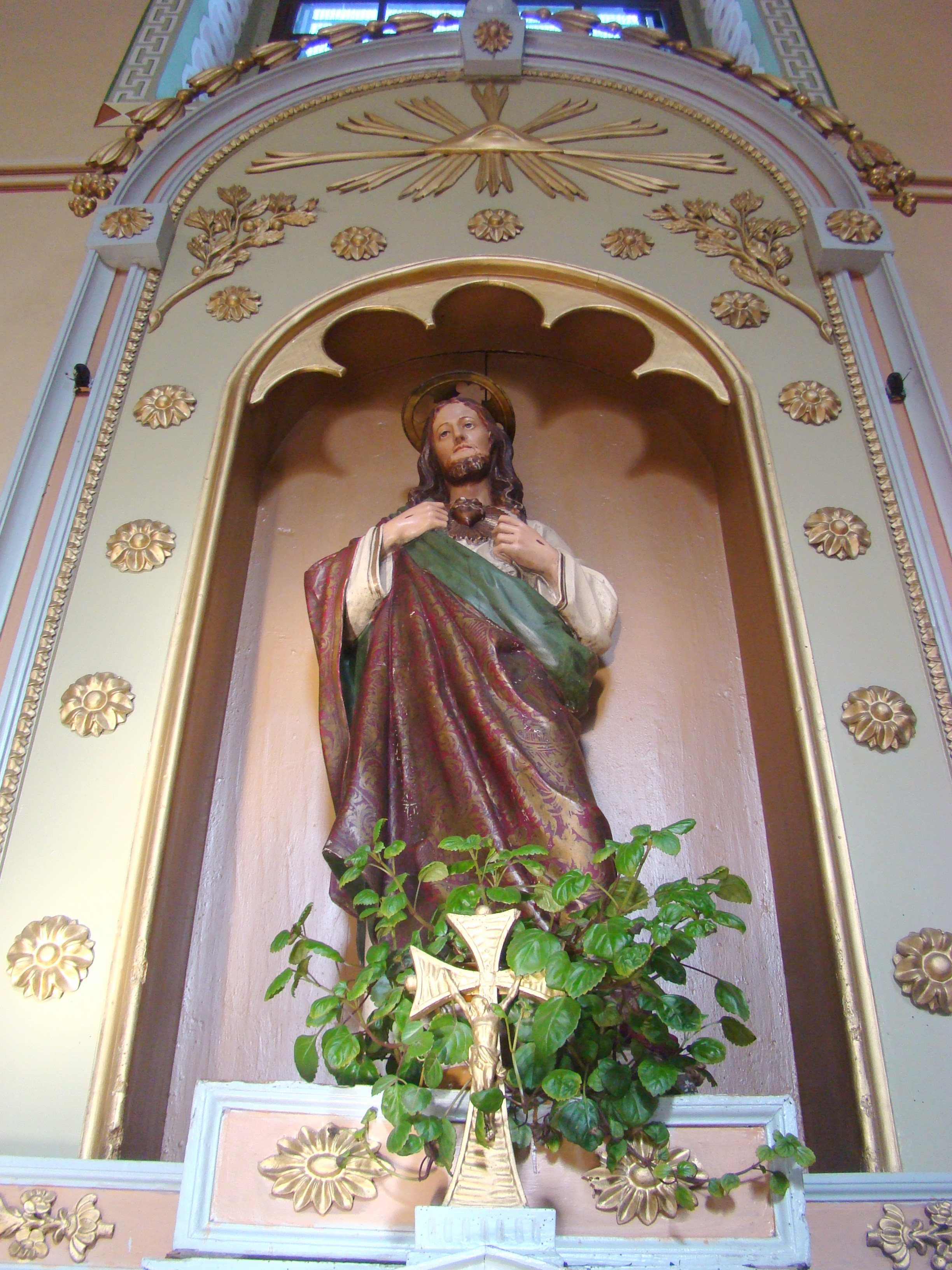
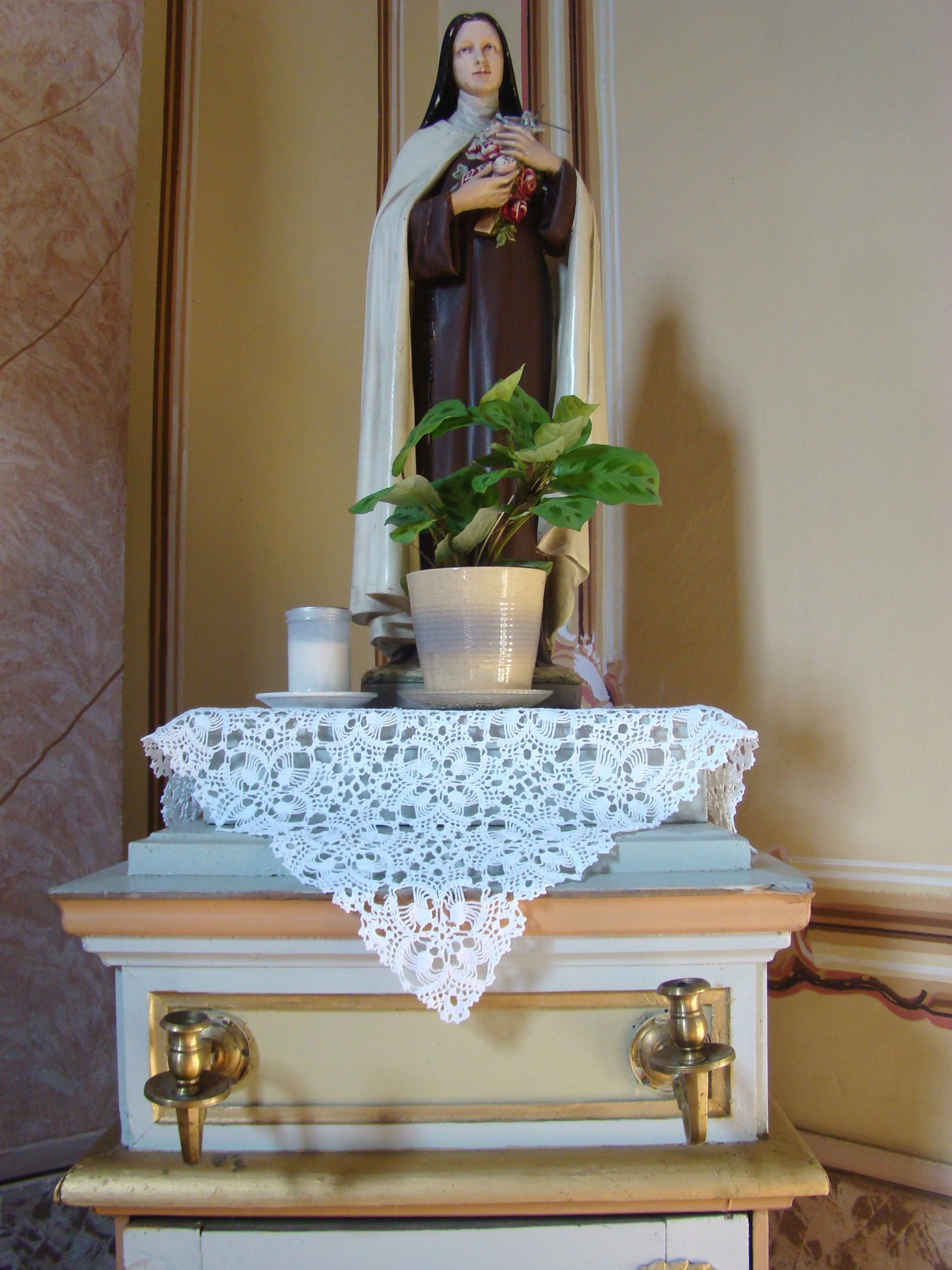
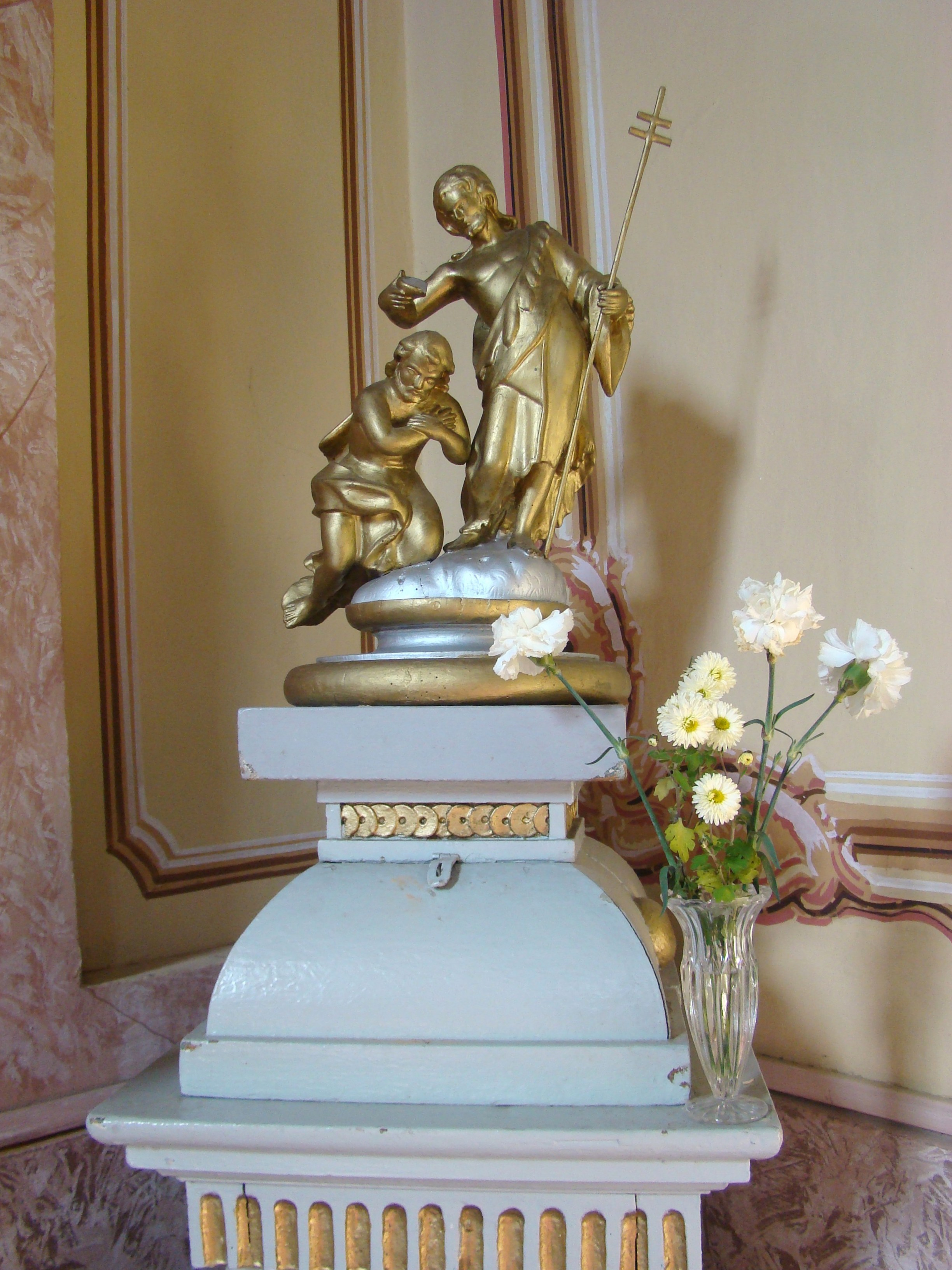
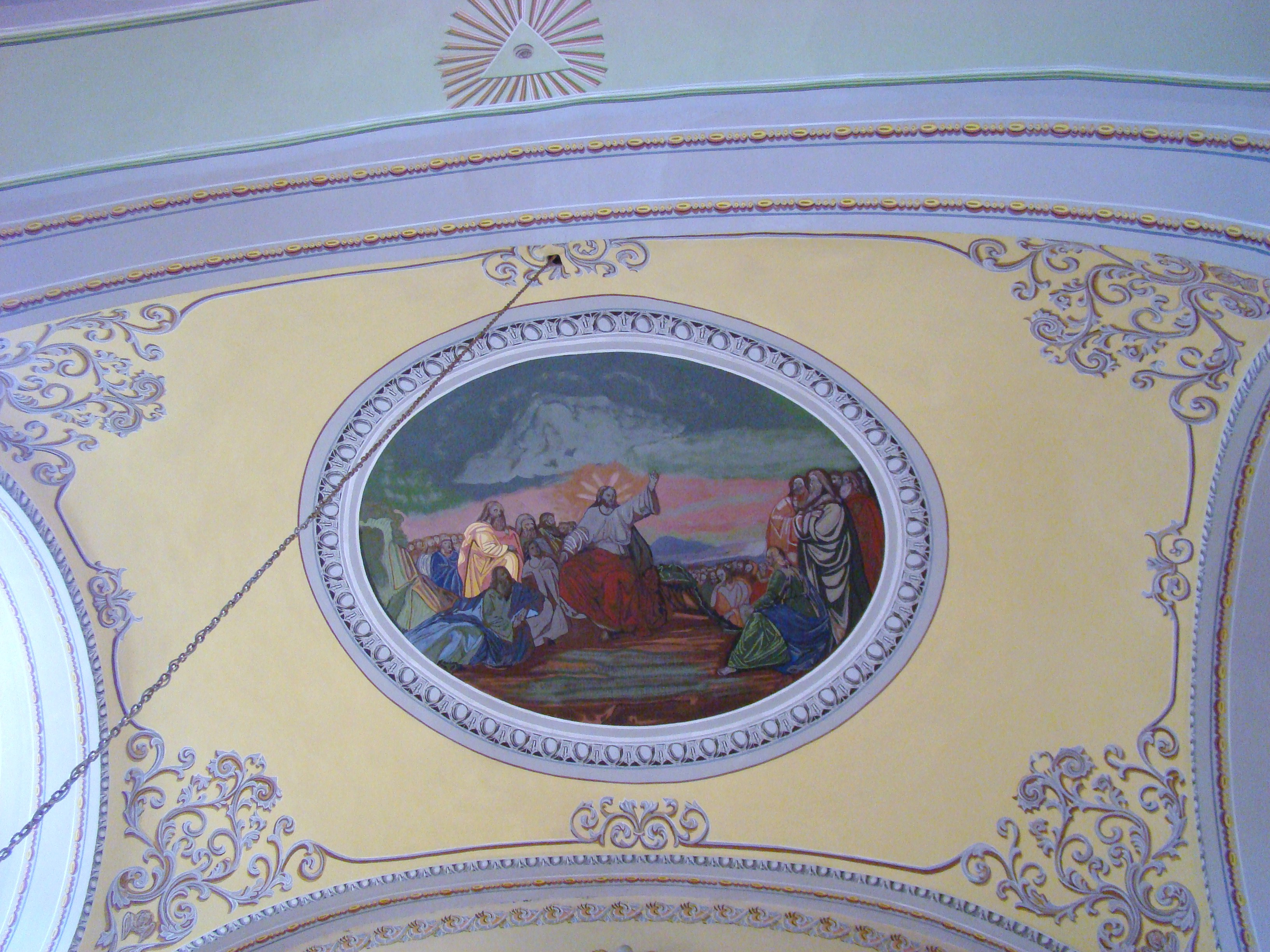
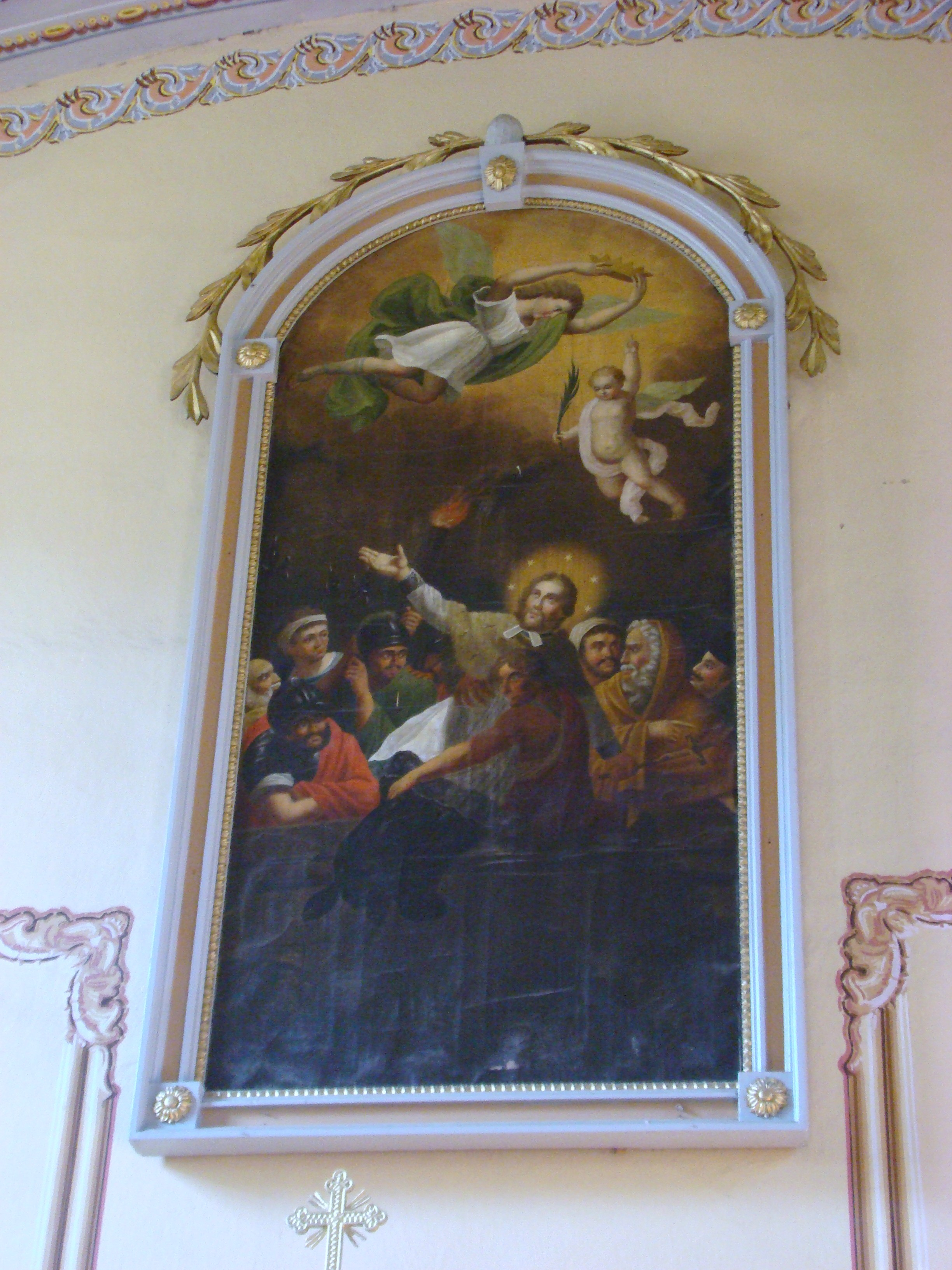
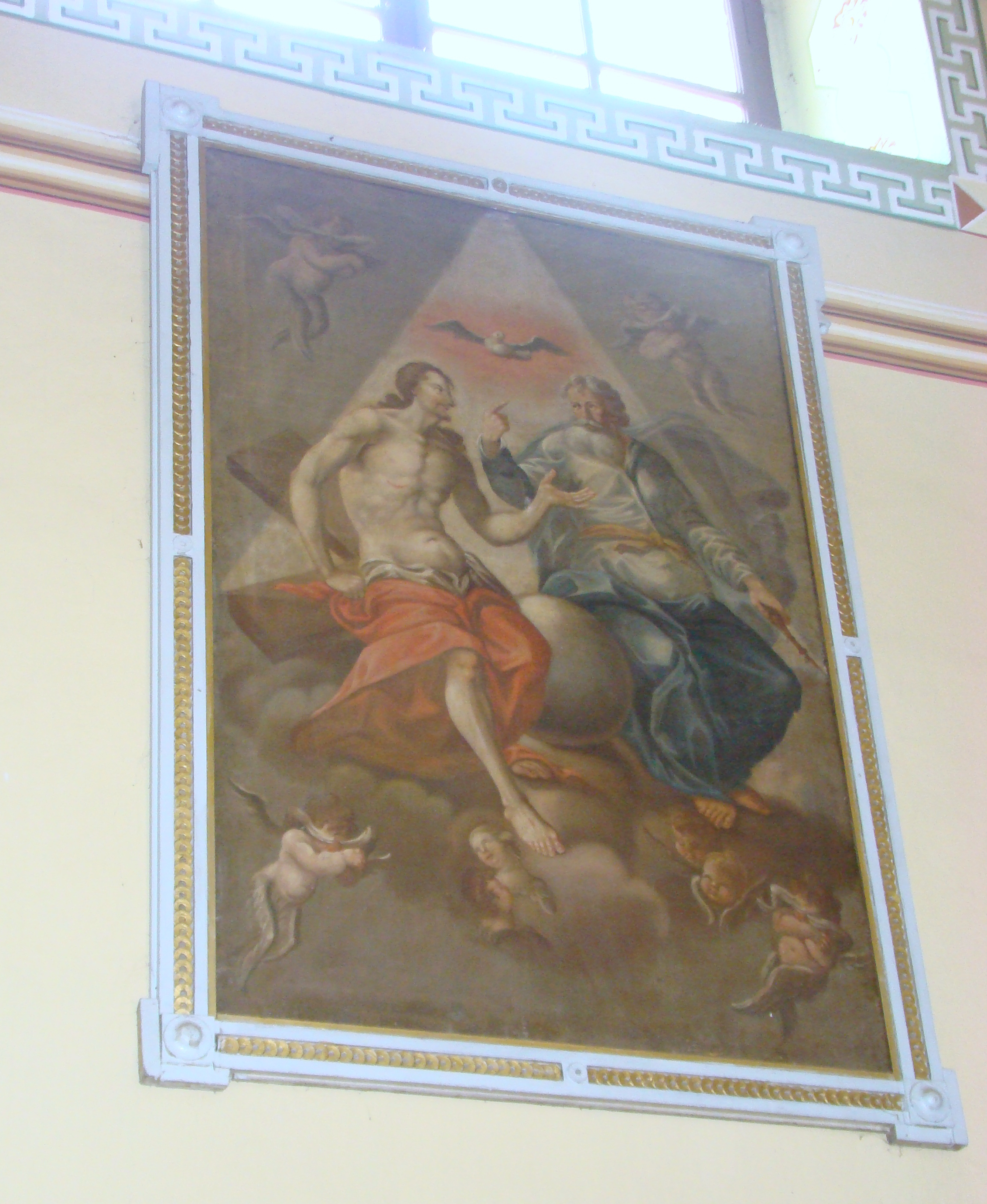
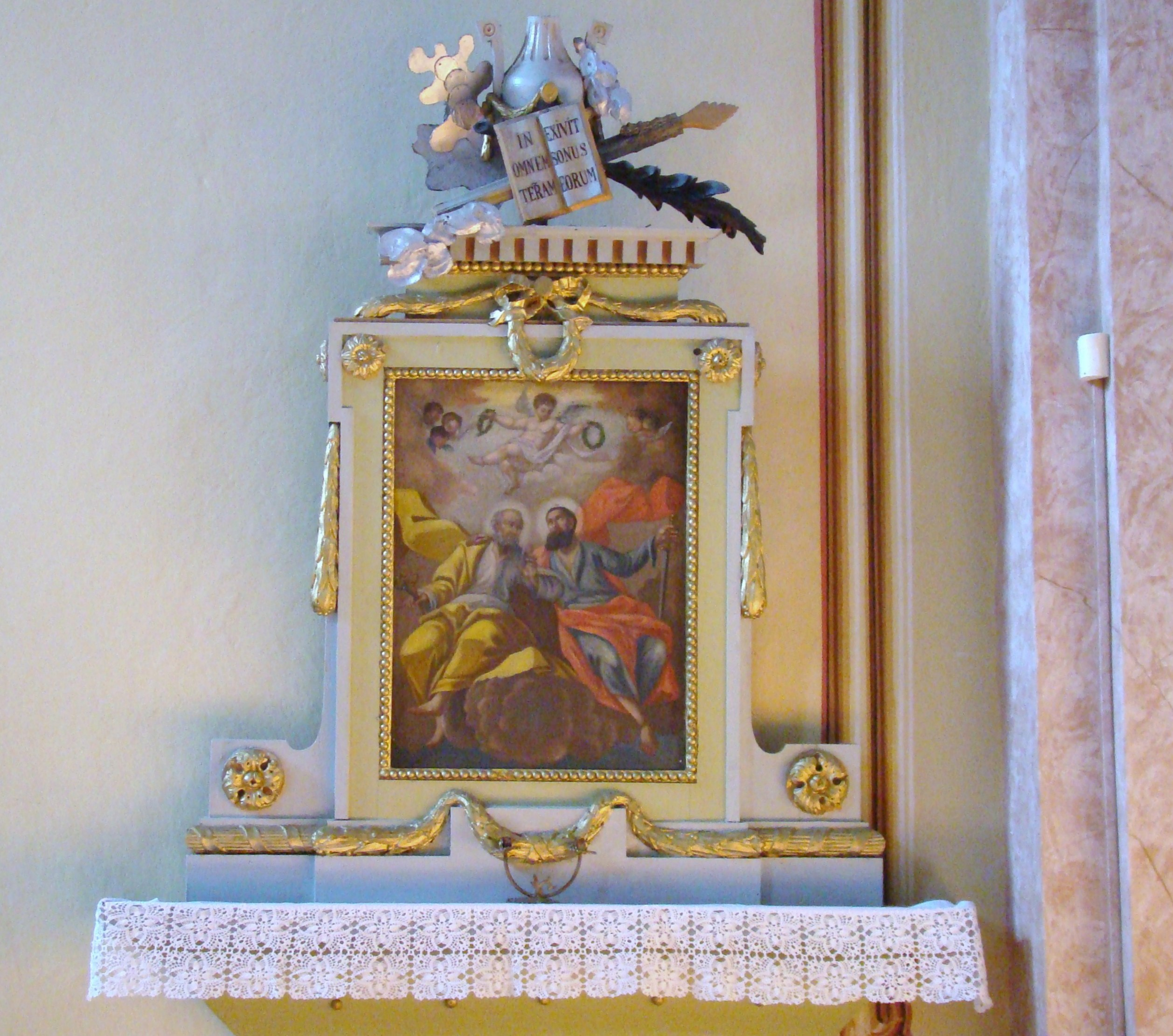
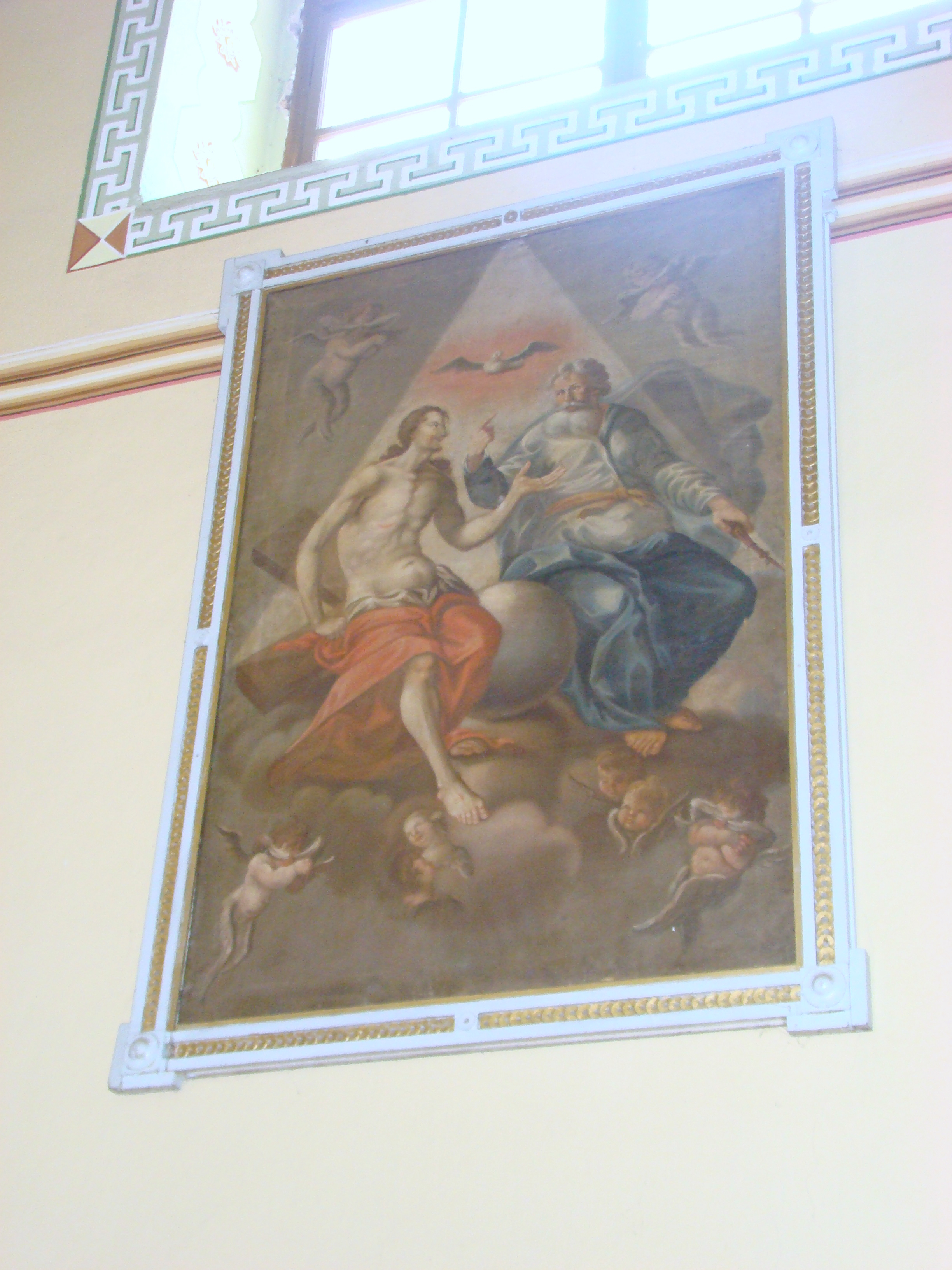
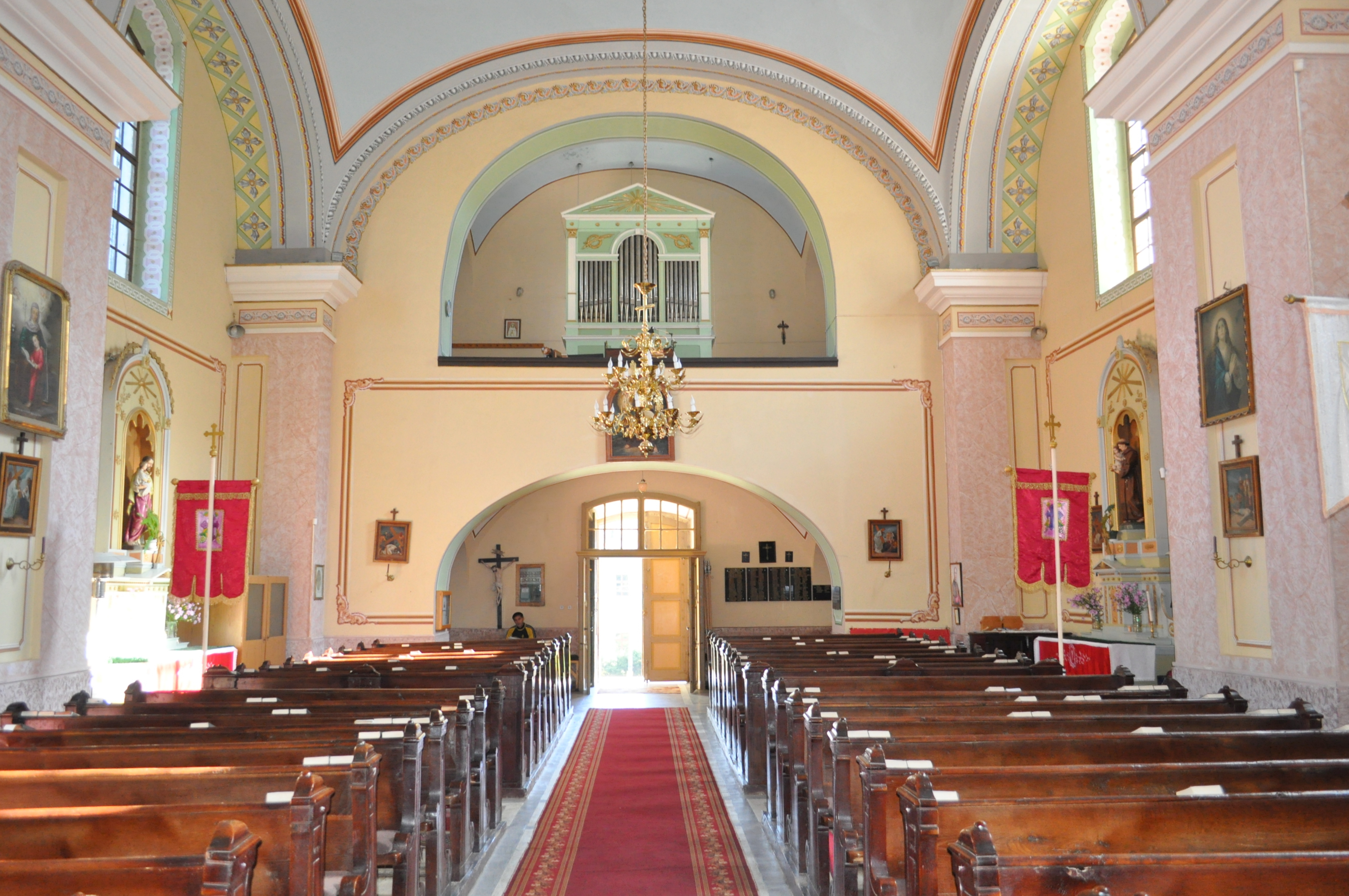
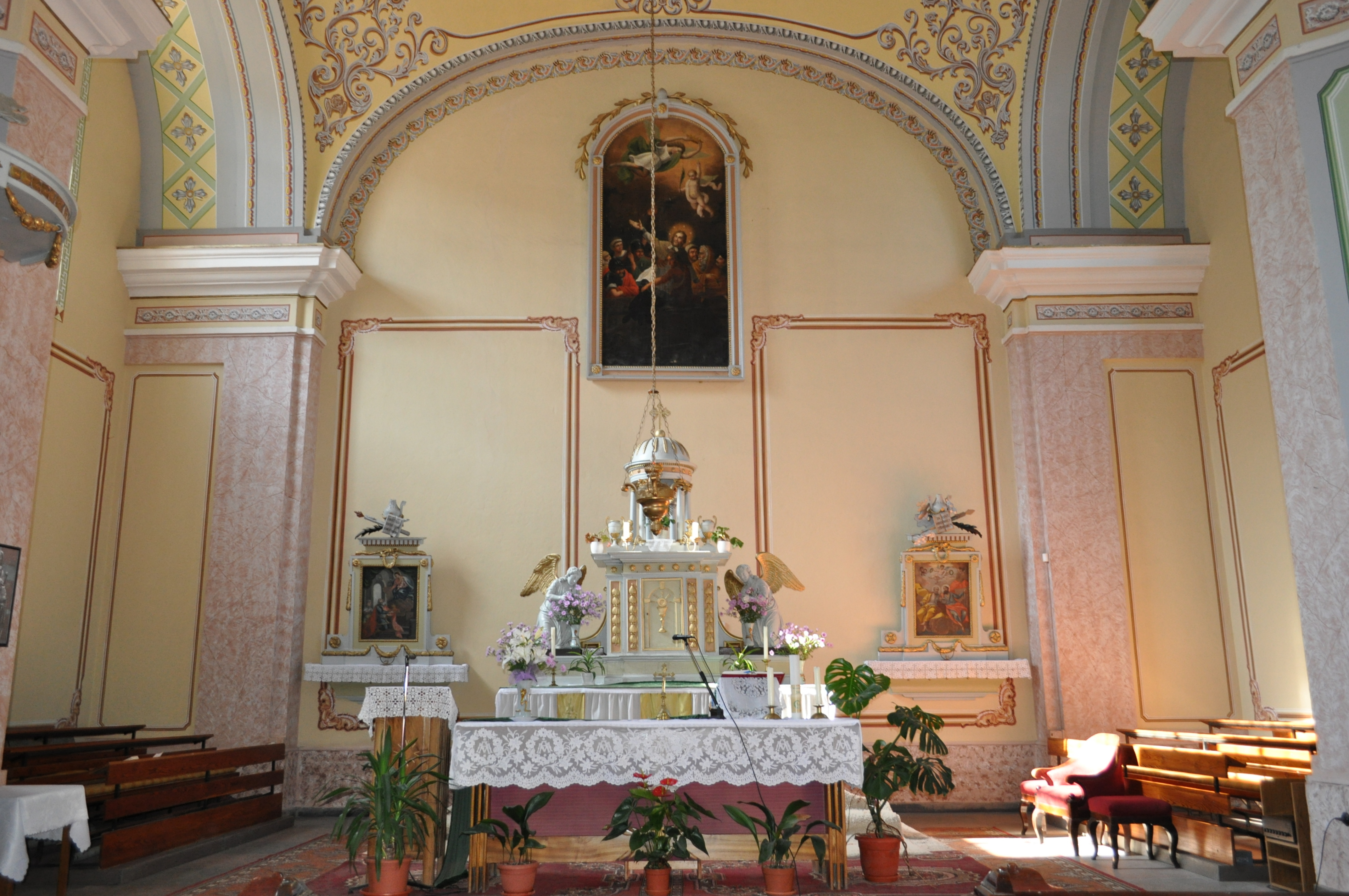
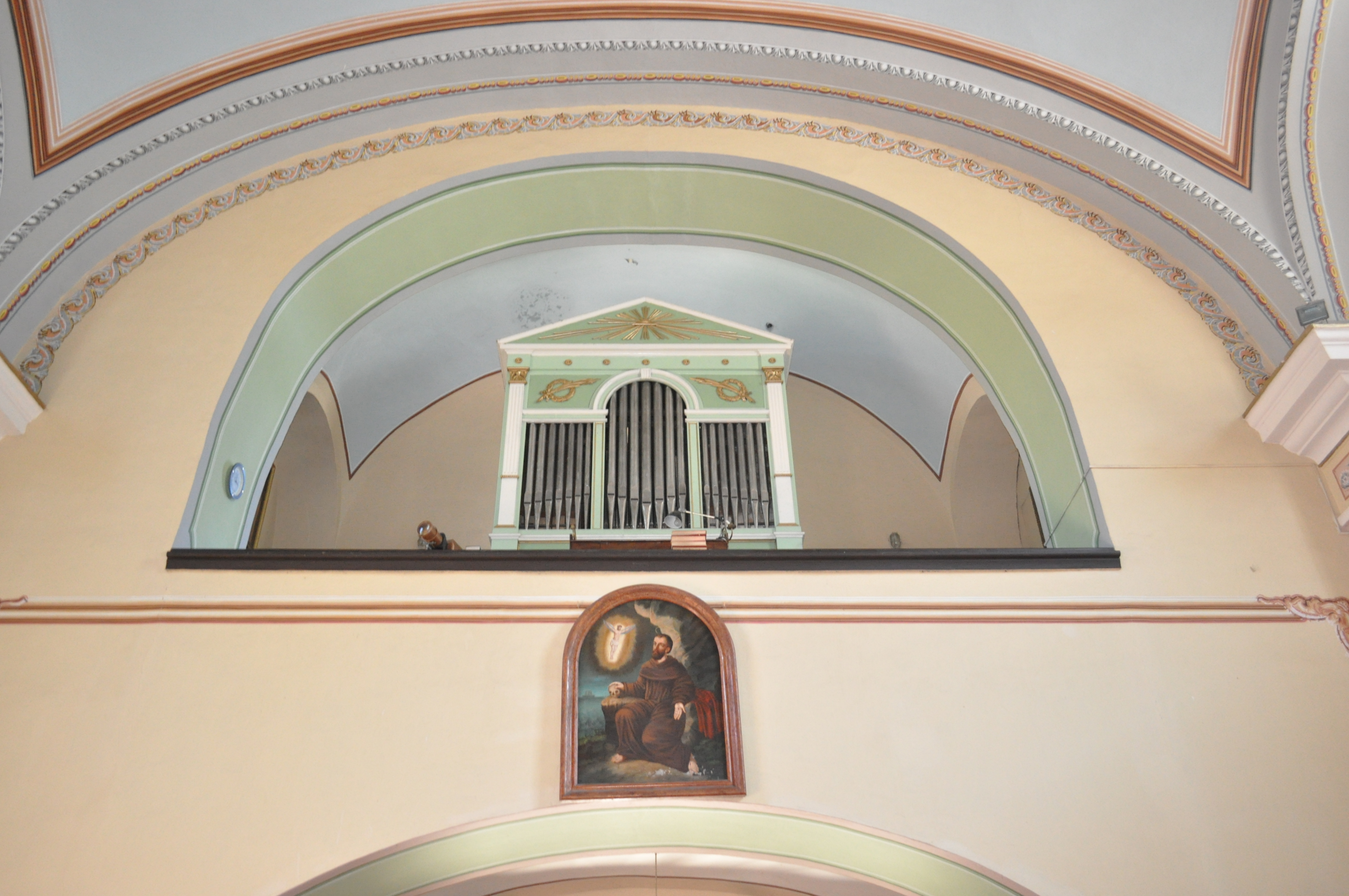
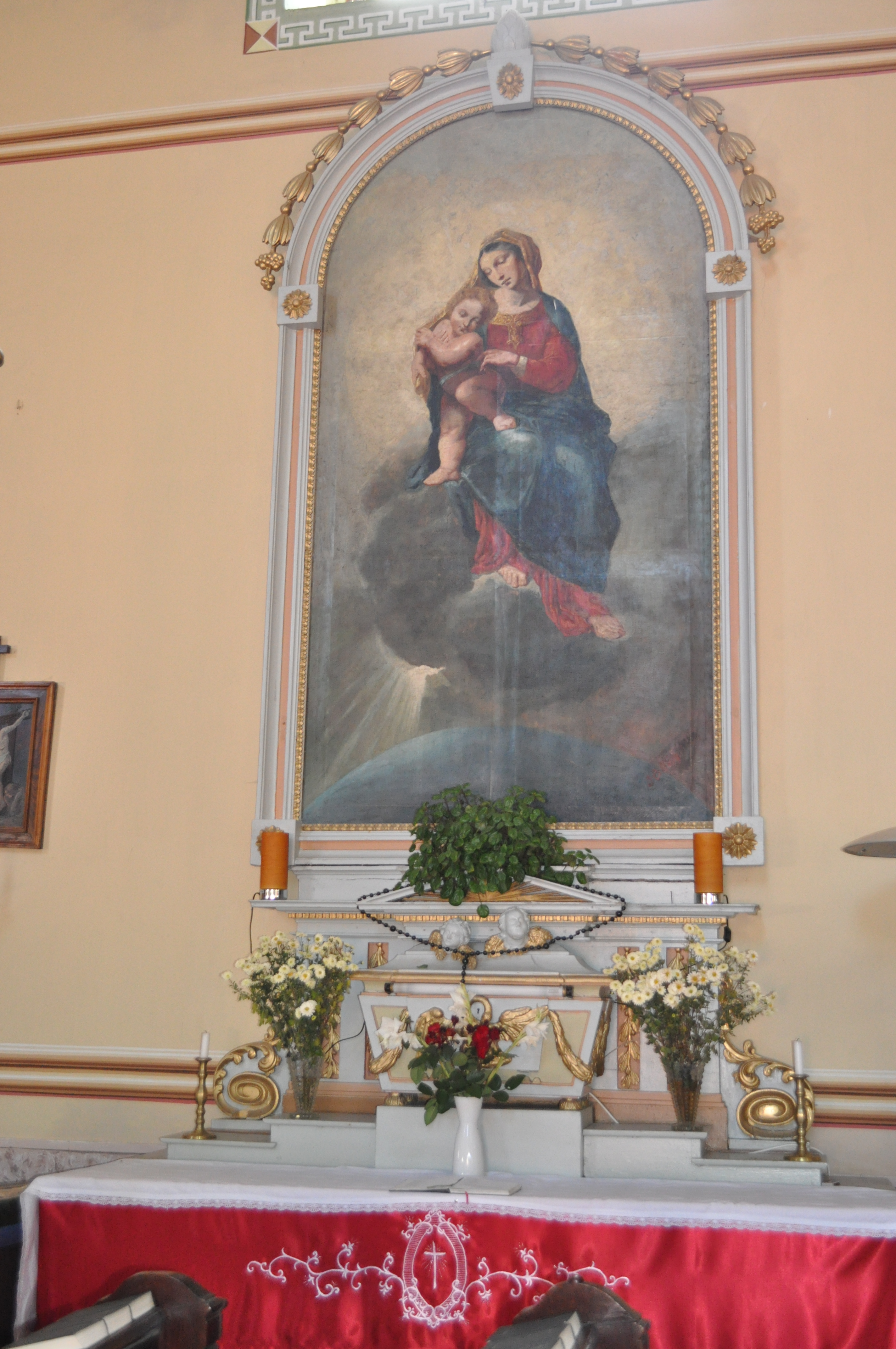
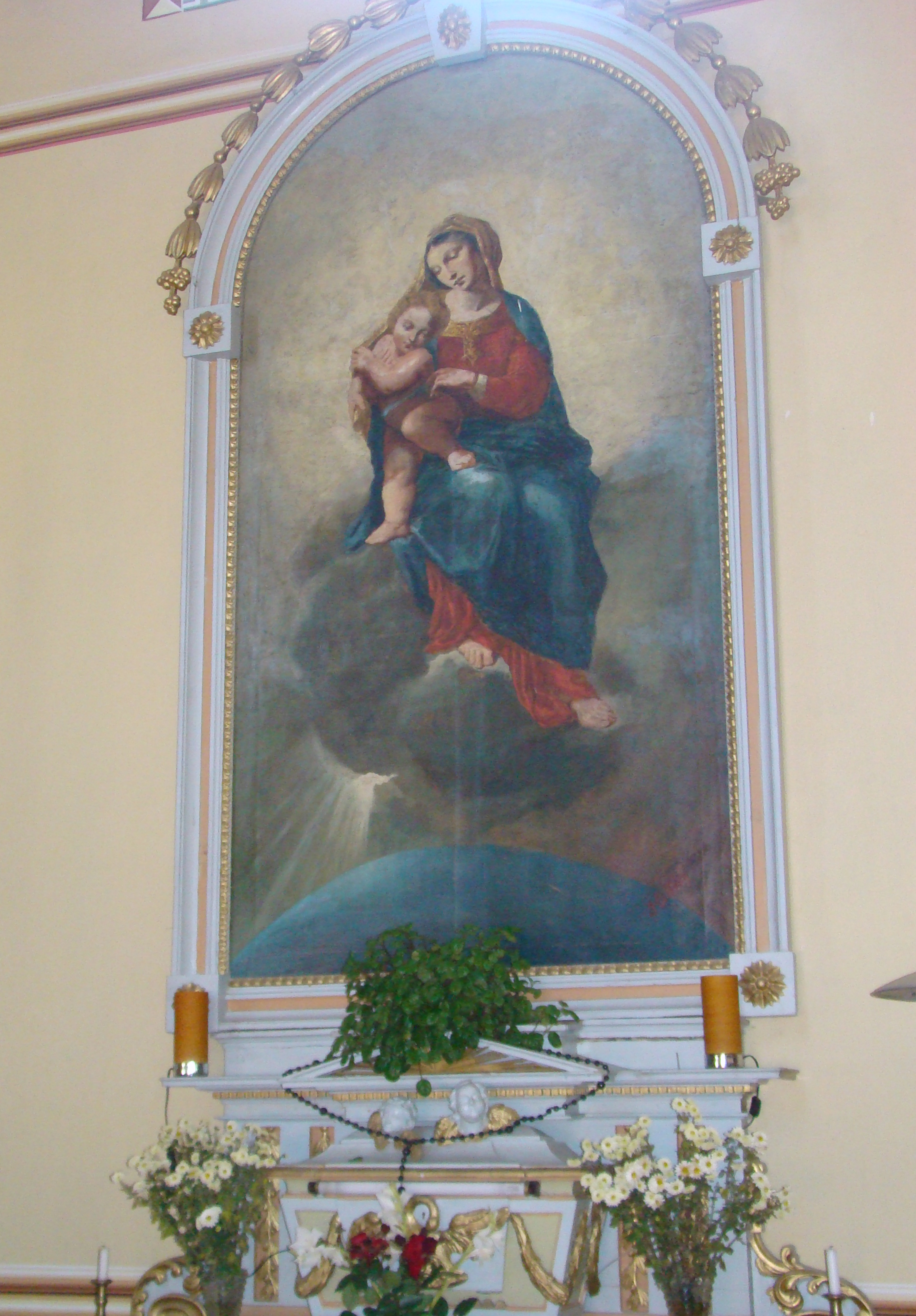
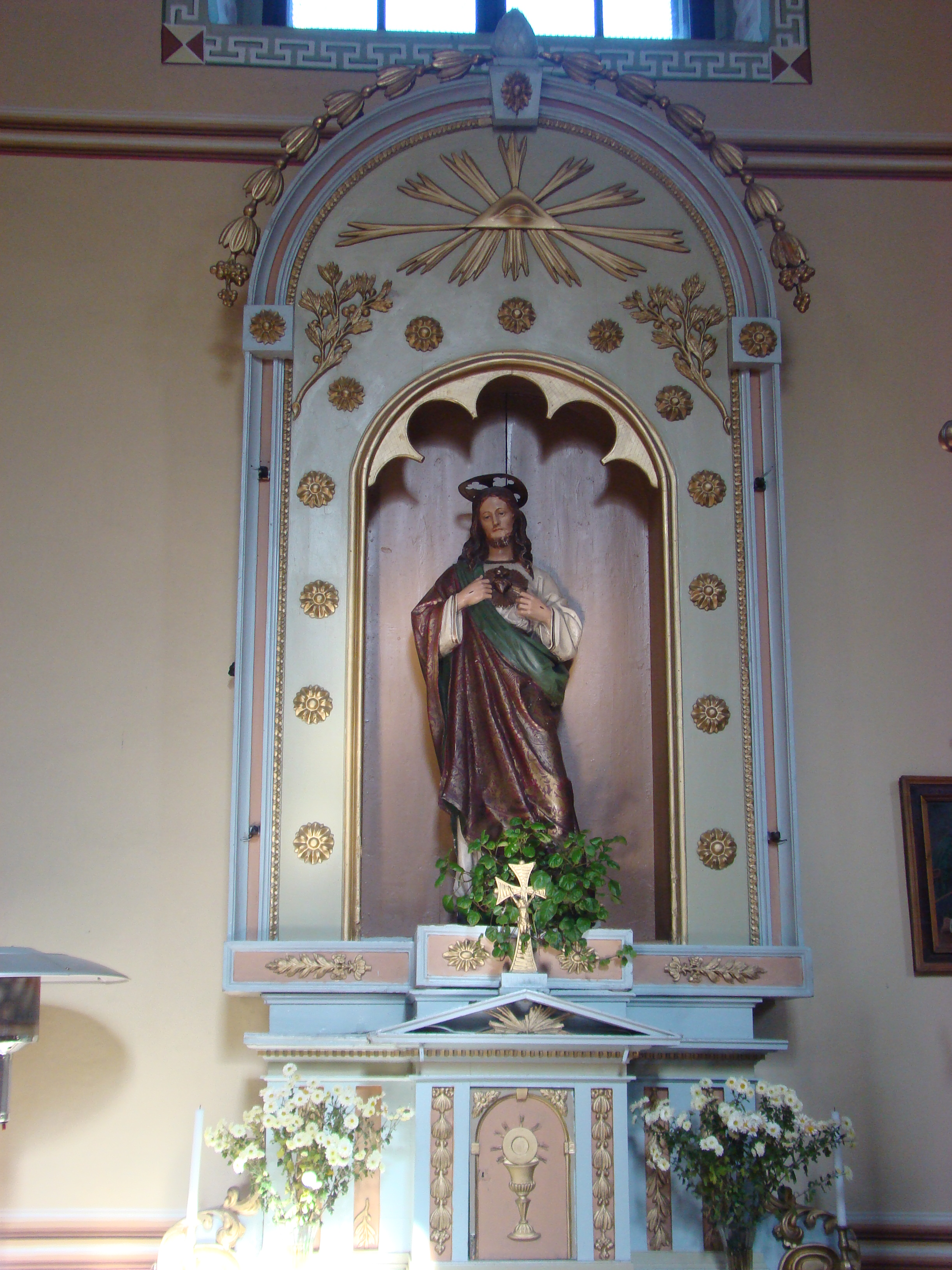
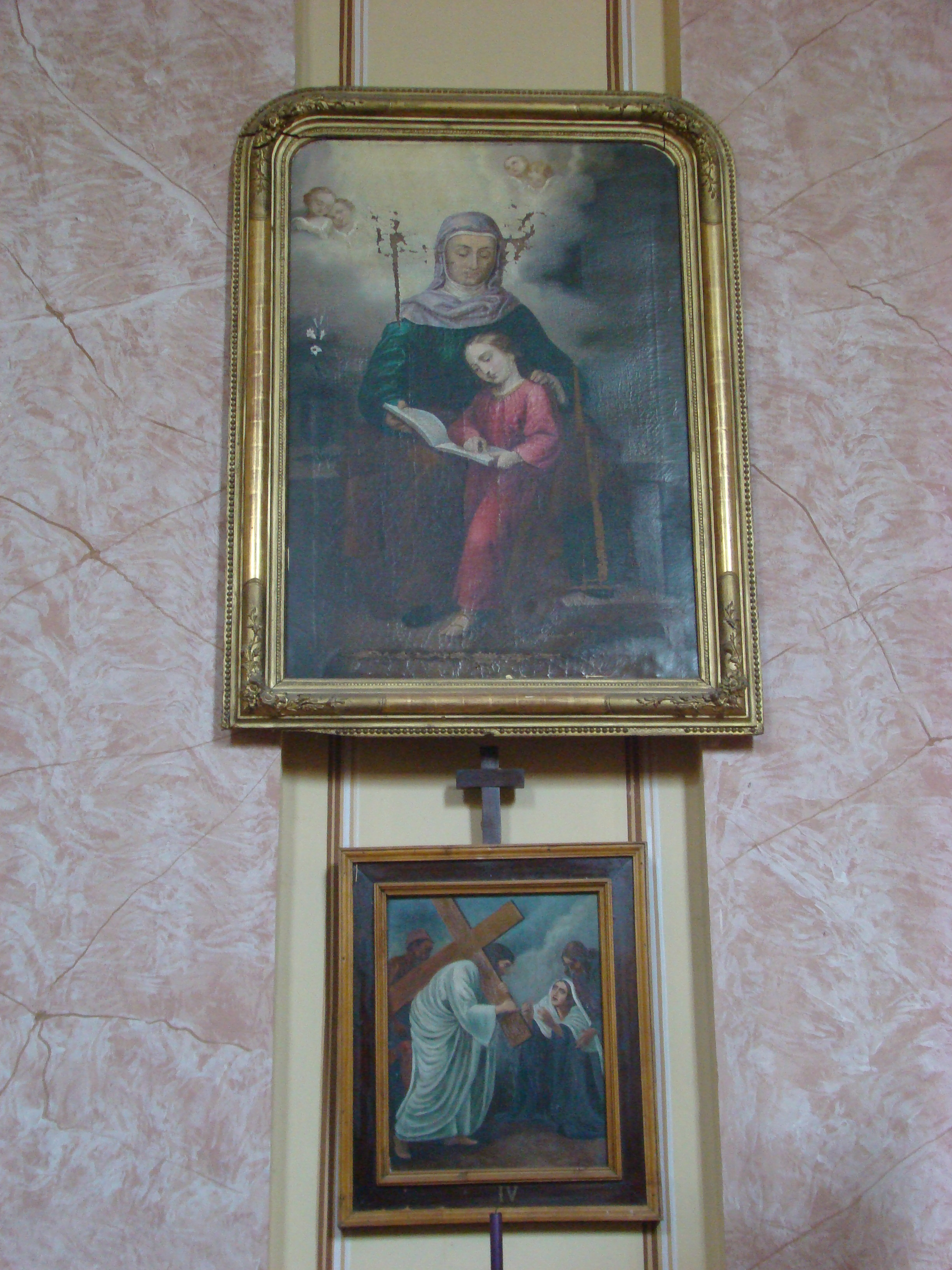
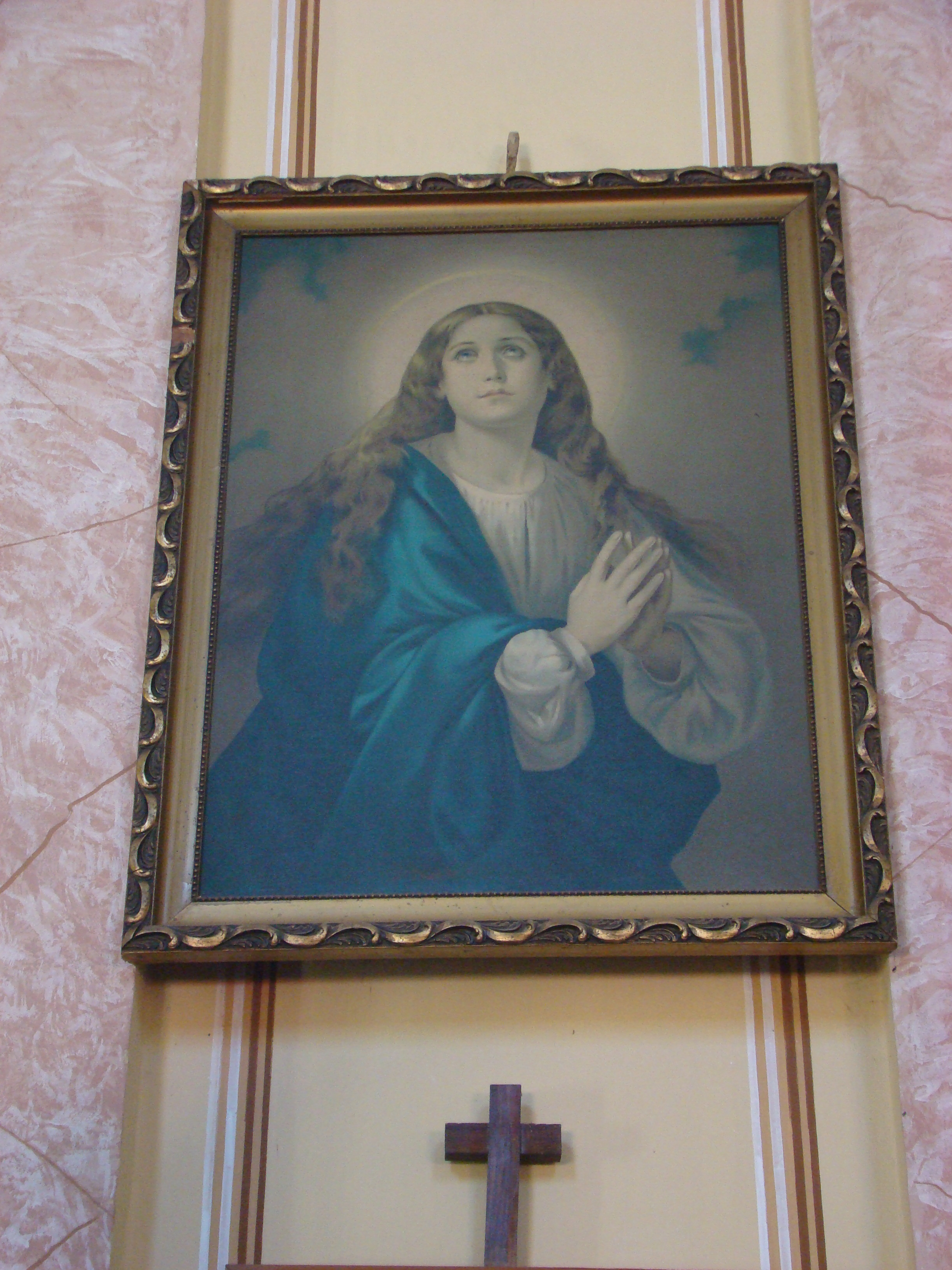
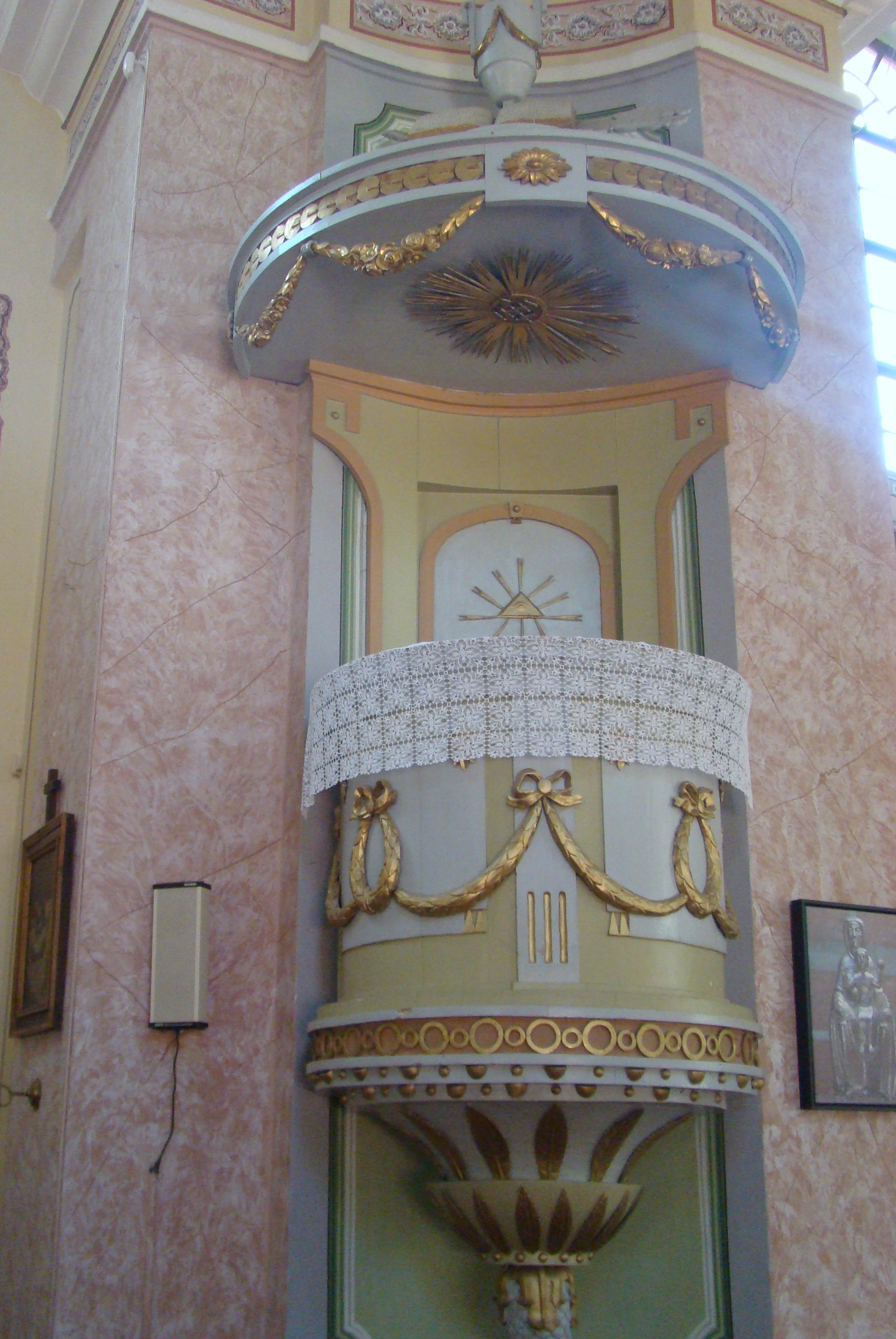
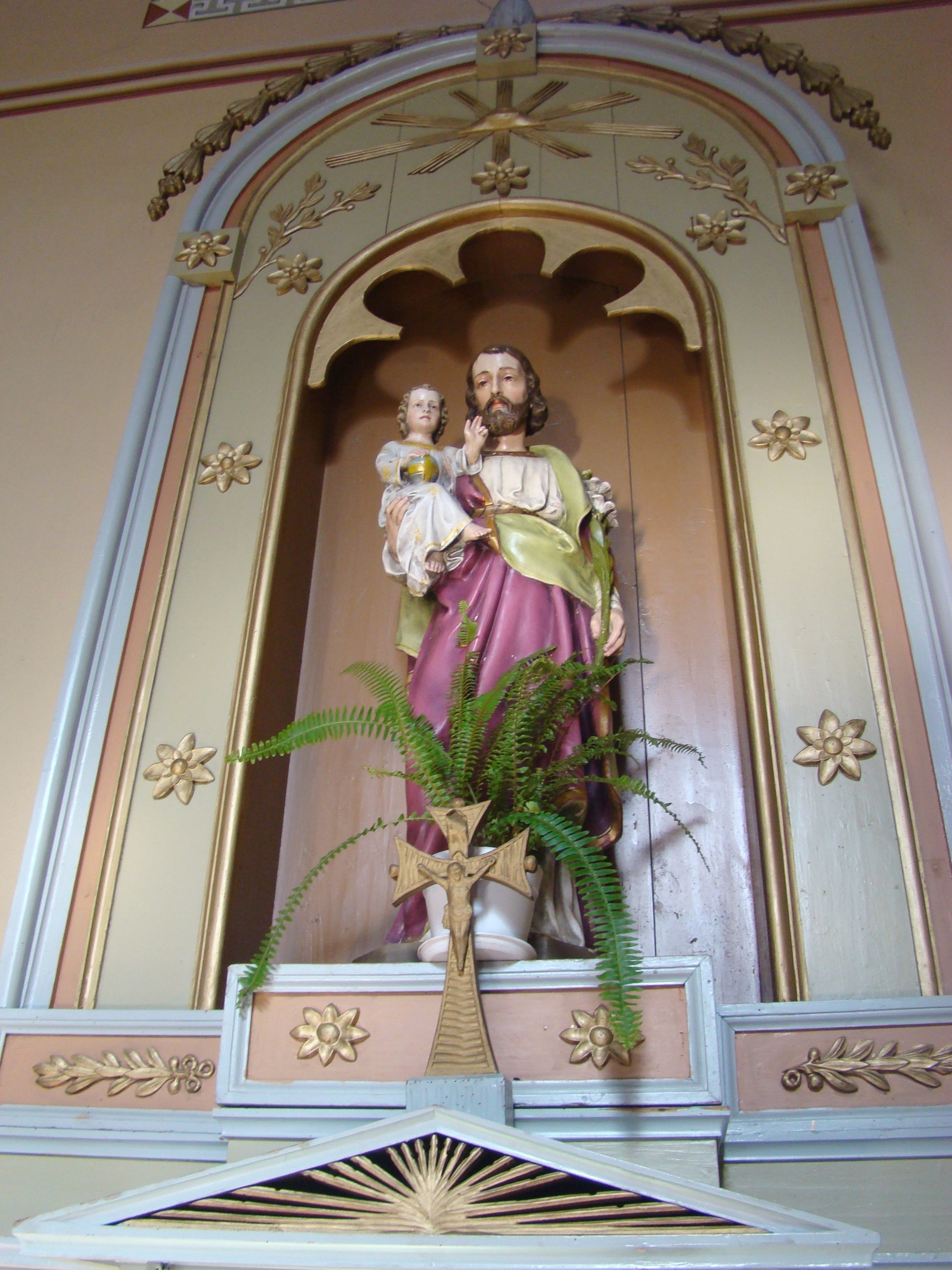
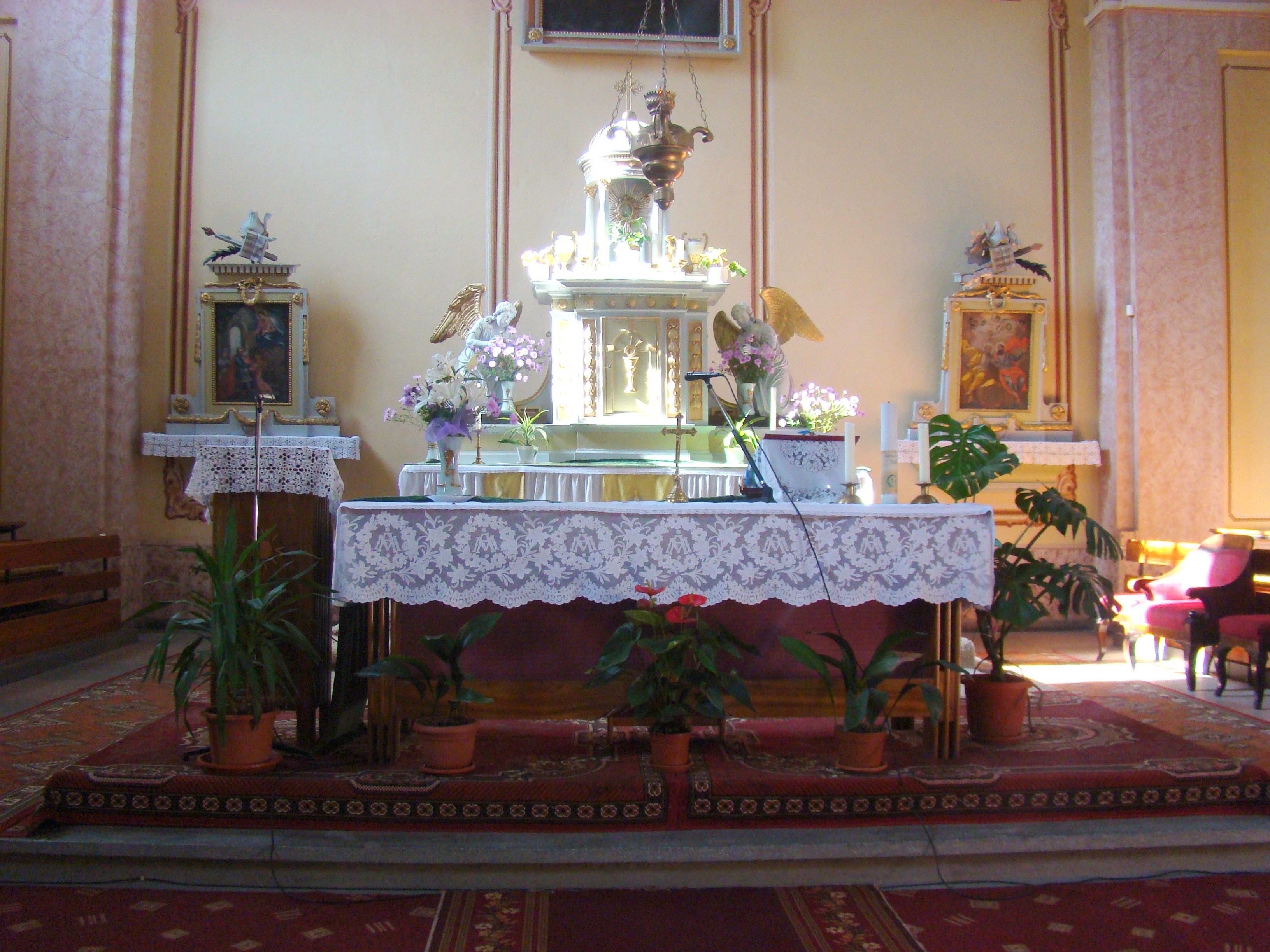
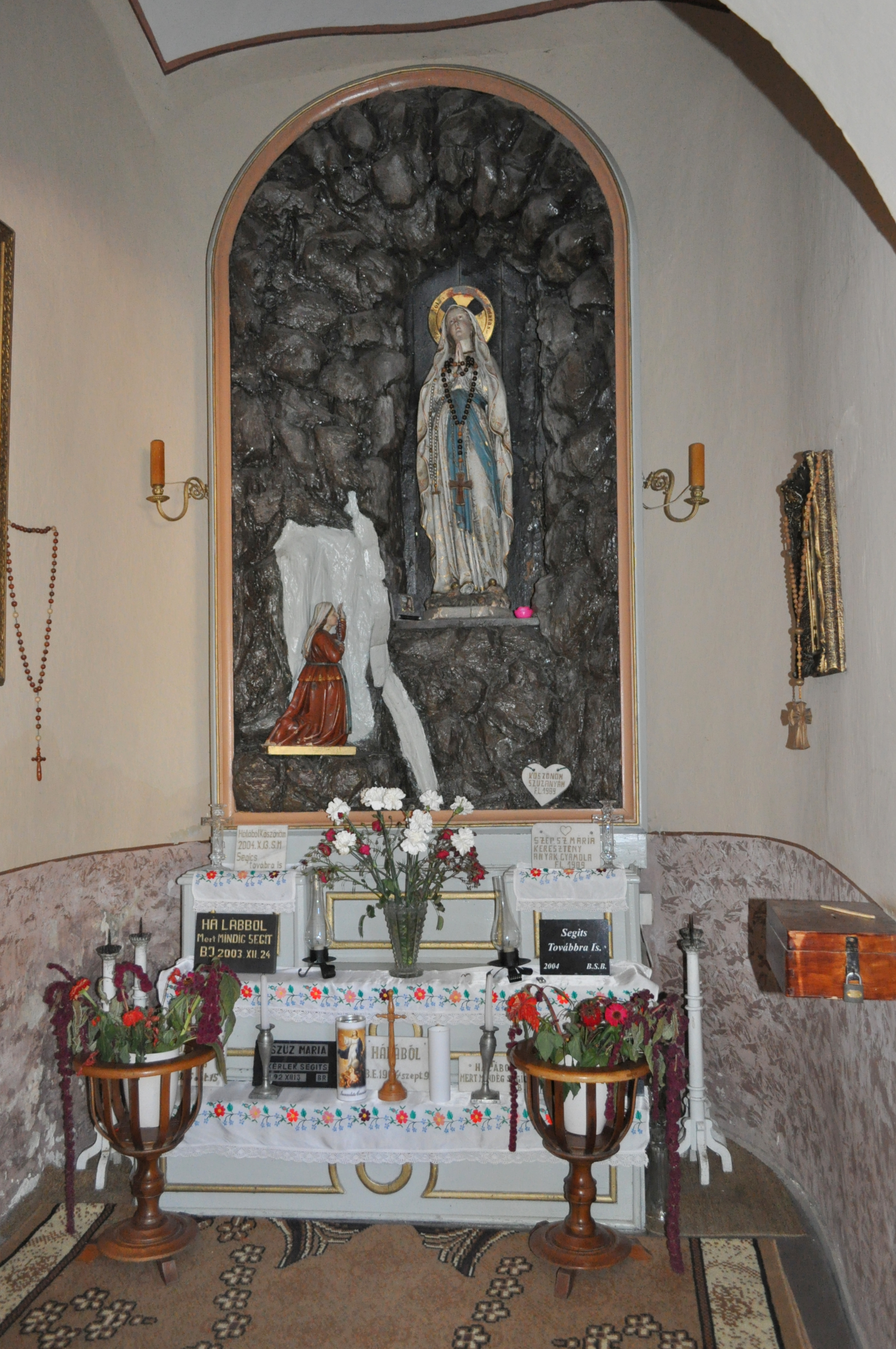
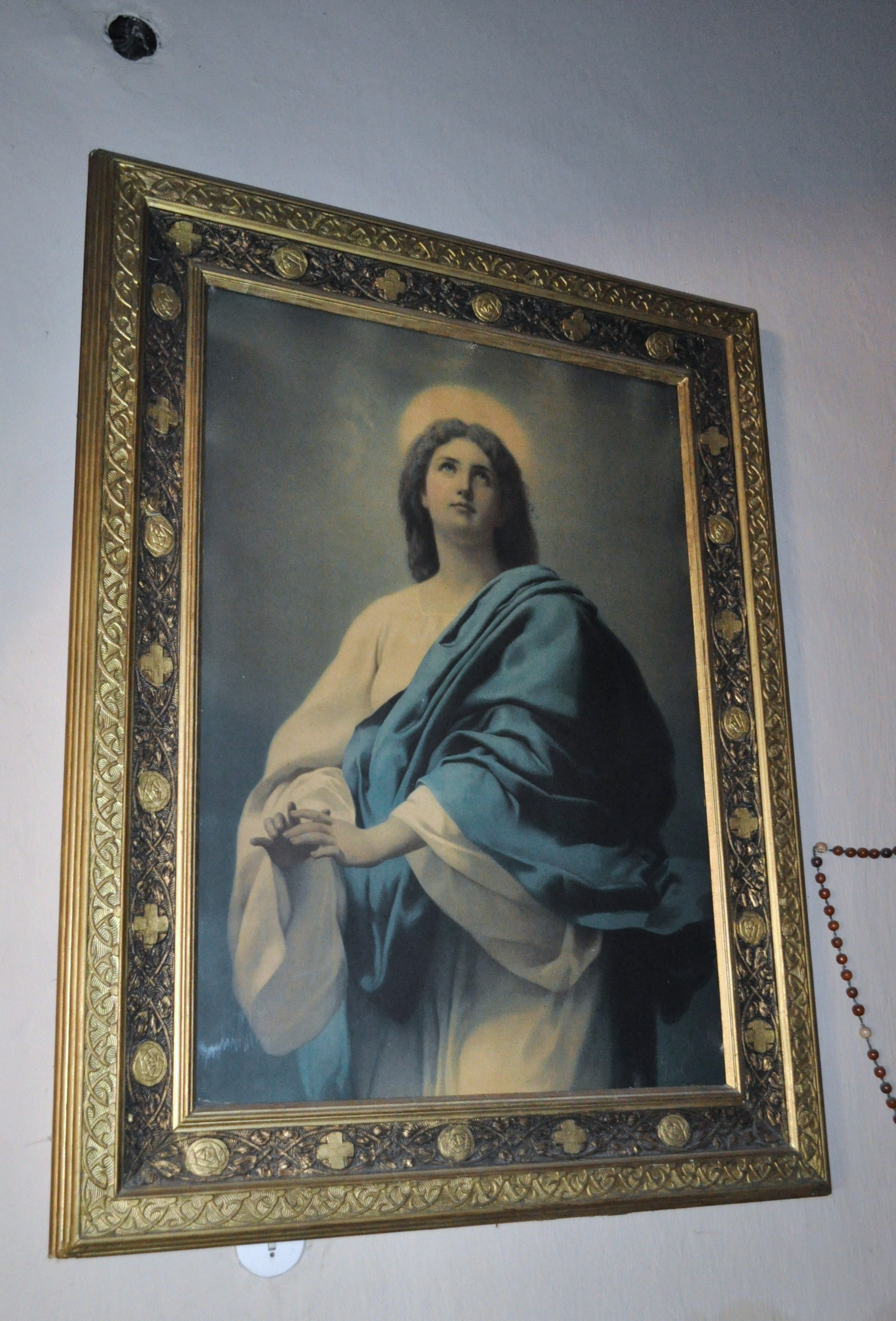

## Vezi și
- Coștiui, Maramureș